# Walt Disney
Vous lisez un « article de qualité » labellisé en 2005.
Pour les articles homonymes, voir Disney.
Walter Elias Disney dit Walt Disney (/wɔlt ˈdɪz.ni/) est un producteur, réalisateur, scénariste et animateur américain, né le 5 décembre 1901 à Chicago (Illinois) et mort le 15 décembre 1966 à Burbank (Californie). Il est l'un des pionniers de l'animation et une icône du XXe siècle.
Il fonde en 1923 la société Walt Disney Company et devient progressivement l'un des producteurs de films les plus célèbres. Walt Disney est aussi le créateur du premier « parc à thèmes », inventant ce concept. Connu pour avoir été un conteur d'histoire et une vedette de télévision, lui et son équipe ont créé de nombreux personnages animés parmi les plus célèbres au monde, dont l'un est considéré à la suite d'une interprétation romantique de plusieurs journalistes comme son alter ego : Mickey Mouse.
Avec 22 récompenses pour 59 nominations, il est l'artiste individuel ayant remporté le plus d'Oscars.

## Biographie

### 1901-1919: enfance

#### Naissance et déménagements

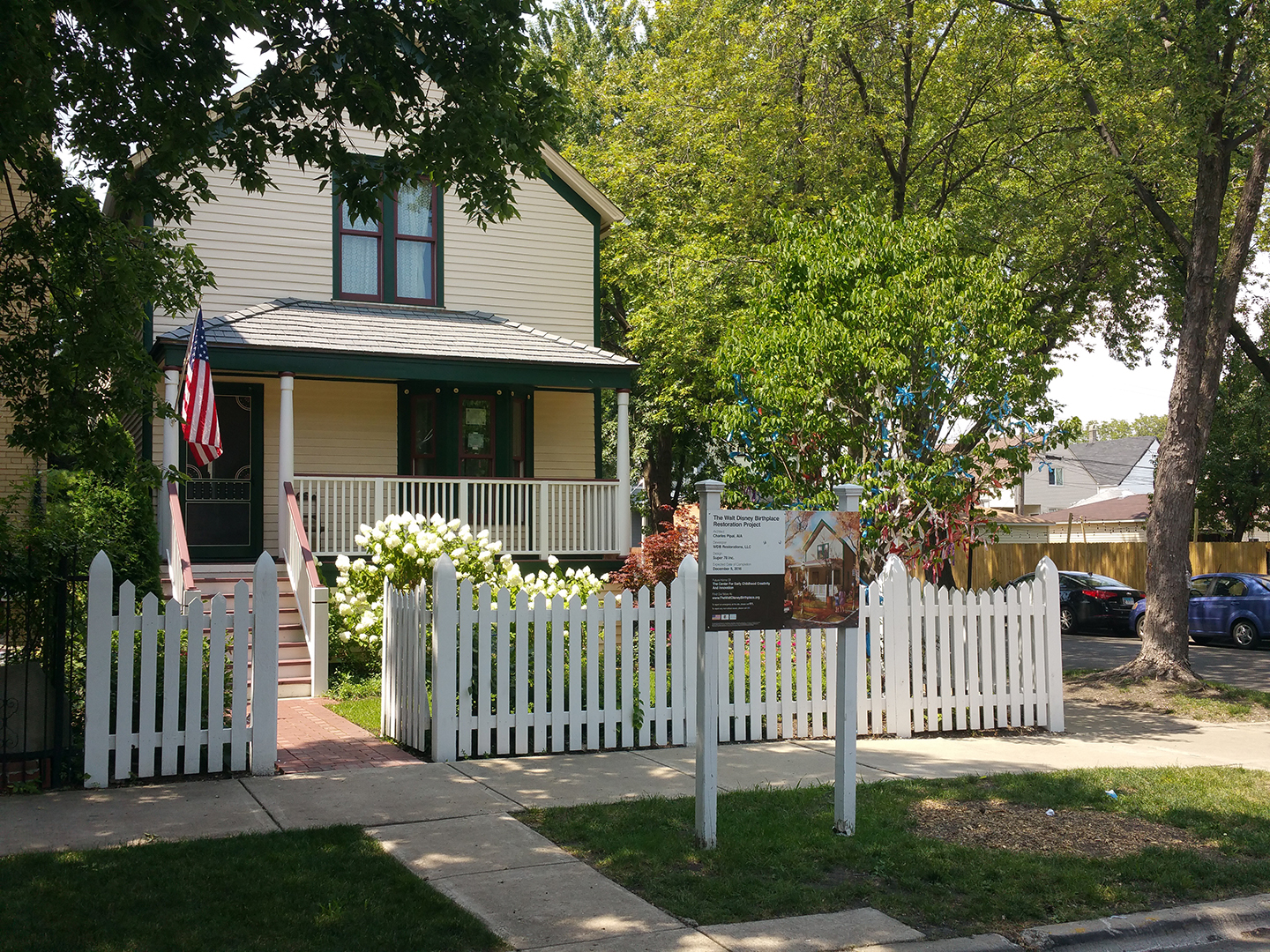
Maison de la famille Disney, à Chicago (Illinois).

Walt Disney est né à Chicago le 5 décembre 1901, c'est le quatrième fils d'Elias Disney, d'origine irlandaise, et de Flora Call,,. Il portait en deuxième prénom celui de son père, et en premier, celui d'un proche ami de son père : Walter Parr, un pasteur de l'église congrégationaliste Saint-Paul,. Walt est baptisé le 8 juin 1902 dans l'église du révérend Parr et par celui-ci. En décembre 1903 naît la sœur de Walt, Ruth Flora Disney. La famille vit à l'époque sur Tripp Avenue, des revenus de l'entreprise de bâtiment d'Elias qui exerce principalement le métier de charpentier depuis qu'il a travaillé sur les chantiers de l'exposition universelle de 1893 (World's Columbian Exposition) à Chicago,. Selon un essai biographique probablement écrit par Elias Disney en 1939, le nom Disney aurait pour origine une anglicisation du nom français D'Isigny, qu'auraient porté deux soldats normands Hughes d'Isigny et son fils Robert partis à la conquête de l'Angleterre aux côtés de Guillaume le Conquérant, et restés dans le pays après la victoire de 1066. Une branche de la famille Disney émigre en Irlande au XVIIe siècle. Plus tard, Arundel Elias Disney, arrière-grand-père de Walt, son frère Robert et leurs familles s'embarquent en 1834 à destination de l'Amérique du Nord. Ils arrivent à New York le 3 octobre 1834. Robert s'installe dans une ferme du Midwest tandis qu'Arundel décide de s'établir à Goderich Township dans le comté d'Huron, province de l'Ontario au Canada.
En 1906, en raison d'une crise dans le bâtiment, Elias ne peut plus mener son entreprise de construction,. La famille de Walt déménage en avril dans une ferme de 48 acres (19,4 ha) à Marceline,,, au Missouri, acquise pour 3 000 dollars et proche de celle de l'oncle Robert. Walt doit attendre l'âge de huit ans pour rejoindre les bancs de l'école primaire de Marceline afin d'y aller en même temps que sa sœur, d'un an sa cadette. Elias tombe malade et ne peut plus assumer les travaux de ferme. Il décide alors de vendre la propriété en 1909 et la famille doit vivre dans une maison louée.

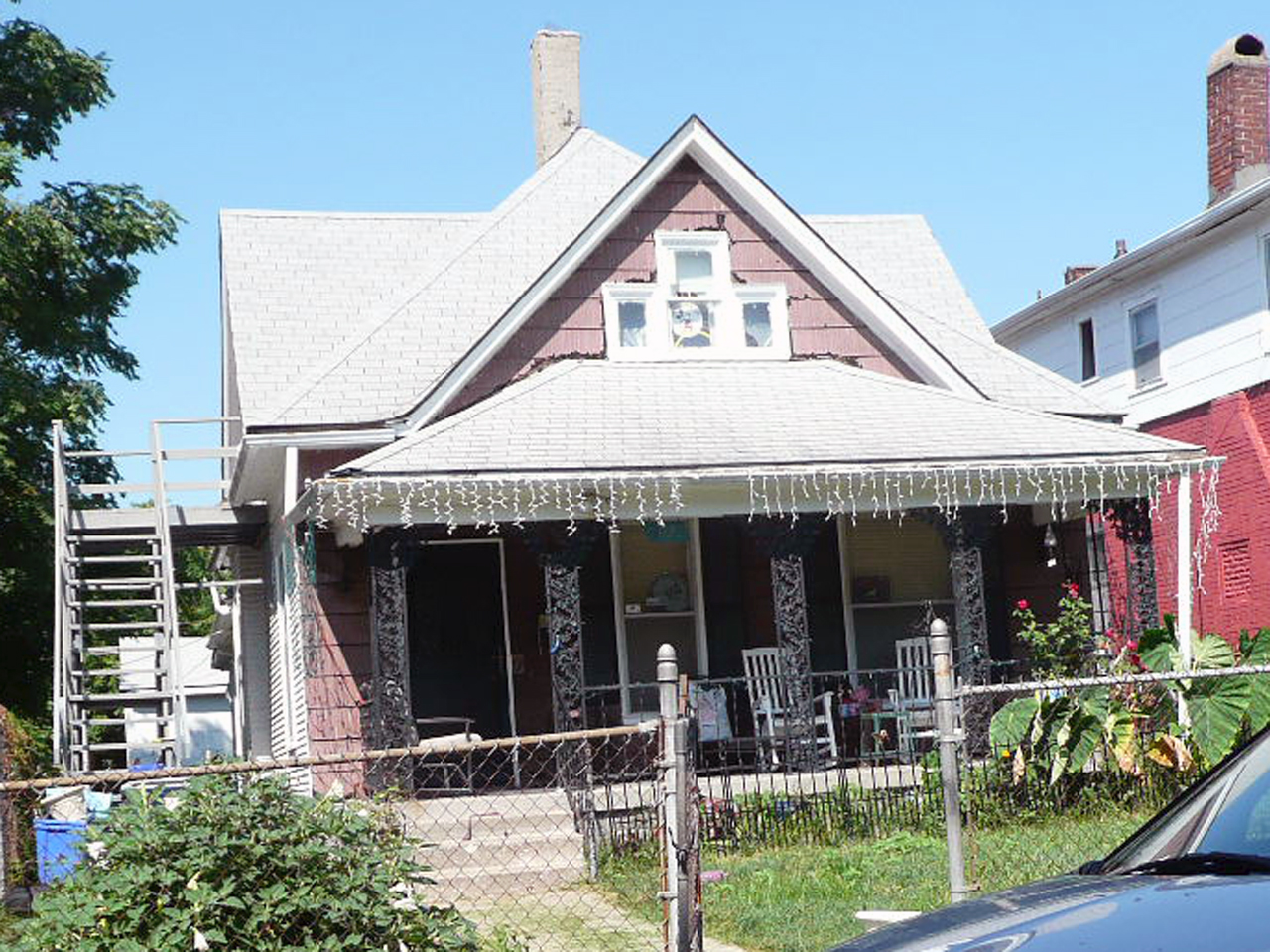
Maison de la famille Disney, à Kansas City (Missouri).

En 1910, elle déménage alors à Kansas City afin de retrouver les frères aînés de Walt, Herbert et Raymond,. La famille s'installe au 3028 Bellefontaine. Walt est alors âgé de neuf ans et découvre une ville très active loin de la campagne qu'il idéalisera petit à petit. Il découvre aussi les parcs d'attractions à travers le jardin Fairmont installé à deux pâtés de maisons.
Walt et son frère Roy travaillent durant leur temps libre dans l'entreprise paternelle de diffusion de journaux afin d'arrondir les fins de mois de la famille,. Ils se lèvent à 4 h 30 du matin pour livrer le Kansas City Star. Les deux aînés ont déjà quitté la maison familiale pour échapper à la violence de leur père Elias, autocrate sadique qui n'hésite pas à utiliser le martinet sur Roy ou Walt qui se rebelle à quatorze ans,. Selon les archives de l'école publique régionale de Kansas City, Walt Disney suit les cours de l'école secondaire de Benton à partir de 1911, et il obtient son diplôme le 8 juin 1917. Il y rencontre un jeune garçon nommé Walt Pfeiffer avec lequel il fera un duo de vaudeville. En septembre 1917, la famille retourne à Chicago,. Walt Disney est inscrit à la William McKinley High School et en parallèle dans une des classes du Chicago Art Institute où il apprend les rudiments du dessin le samedi matin, grâce à une des rares indulgences de son père. Alors qu'il rentre avec sa sœur au collège, Roy doit, lui, travailler à la ferme de l'oncle Robert puis dans une banque pour subvenir aux besoins de sa famille. Walt trouve à l'époque deux petits emplois : remplaçant facteur et portier en uniforme à la station de métro aérien de la 35e rue.

#### La Première Guerre mondiale
En 1917, la Première Guerre mondiale fait rage en Europe et Elias décide d'acheter une fabrique de gelée à Chicago. Walt préfère rester à Kansas City avec son frère Roy,. Le 22 juin 1917 Roy est incorporé à la Navy et en raison de son âge Walt ne peut pas s'engager. Il semble que ce soit durant cet été de 1917, grâce à Roy et son oncle Michael Martin, ingénieur dans les chemins de fer, que Walt trouve un travail de vendeur dans les trains, ce qui lui permet de « voir du pays »,. Il occupe un poste de vendeur à bord des trains de la Missouri Pacific Railroad et, vêtu d'un uniforme de la compagnie, propose aux voyageurs des journaux, des bonbons, des fruits et des sodas. Dave Smith et Steven Clack pensent que c'est à cette époque qu'il se découvre une passion pour les trains à vapeur.
À l'automne, Walt rejoint sa famille à Chicago à la faveur d'une mutation. Il entre ensuite au lycée McKinley où il illustre le magazine des élèves intitulé The Voices. Durant l'été, il distribue des journaux et du courrier pour la poste et sort avec des filles le soir au cinéma. Un sujet l'obsède : « gagner la guerre ». Walt quitte alors l'école à l'âge de seize ans et souhaite s'engager dans l'armée.
Bien qu'âgé de 16 ans, il pense pouvoir faire plus vieux, mais pas assez pour les 18 ans nécessaires pour entrer dans l'armée. Il découvre alors qu'il est possible de s'engager à la Croix-Rouge dès 17 ans.
N'ayant pas non plus l'âge requis de 17 ans pour entrer dans le corps des conducteurs volontaires d'ambulances de la Croix-Rouge américaine, il trouve une solution : falsifier son passeport avec l'aide d'un ami pour porter sa date de naissance à 1900. Il est accepté le 16 septembre 1918 et commence un entraînement à Sound Beach dans le Connecticut.
Incorporé à la division des ambulances de la Croix-Rouge américaine en France, il fait son entrée dans la Première Guerre mondiale, le lendemain de l'armistice, le 12 novembre 1918. Débarqué au Havre, il est d'abord installé près de Saint-Cyr-l'École, puis est assigné à la conduite d'ambulances pour l'hôpital d'évacuation no 5 à Paris et enfin affecté à un camp de la Croix-Rouge à Neufchâteau, nœud ferroviaire situé dans les Vosges. Sur sa route il tomba en panne et fut hébergé par un garde-barrière non loin de Paris, à quelques kilomètres de la future ville de Marne-la-Vallée et du site de construction de Disneyland Paris, inauguré en 1992.
Il reste en France une année jusqu'à fin septembre 1919. C'est de cette période que datent ses premiers dessins connus reprenant le thème d'un petit rongeur qui le rendra célèbre. Il dessine en effet de manière humoristique, 2 "rats des tranchées" dans un cahier récupéré auprès du "Chicago Public Library" et dénommé " A scrapbook made for our soldiers and sailors by Citizens of Chicago". Walt retrouve sa famille à l'automne, à Chicago puis rejoint son frère Roy, démobilisé de la Navy, à Kansas City. Il se voyait dessinateur de presse, mais on ne voulait de lui dans aucun quotidien. C'est là qu'il souhaite entamer une carrière de dessinateur publicitaire malgré l'emploi proposé par son père à Chicago.

### 1920-1937: premières années d'animation

#### Les studios d'animation de Kansas City

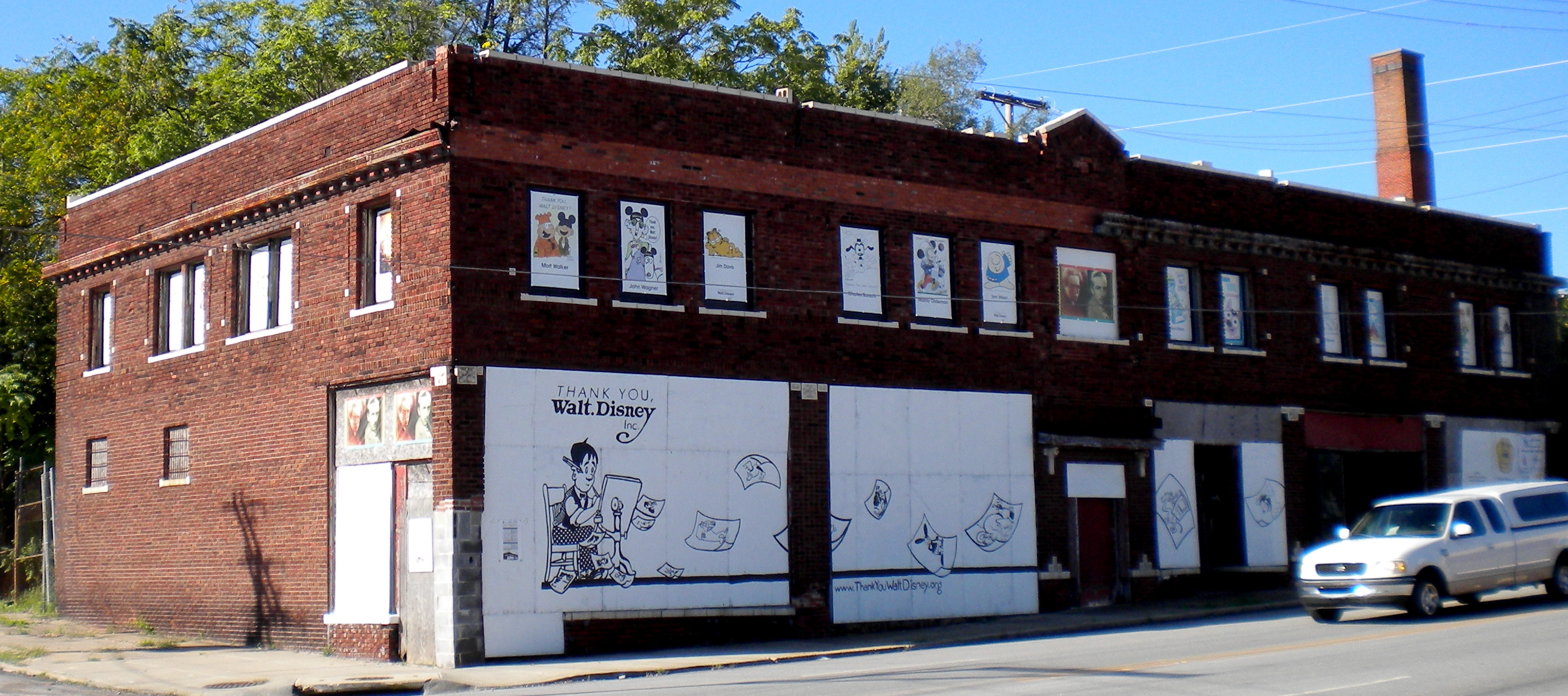
Immeuble ayant hébergé les studios Laugh-O-Gram en août 2010

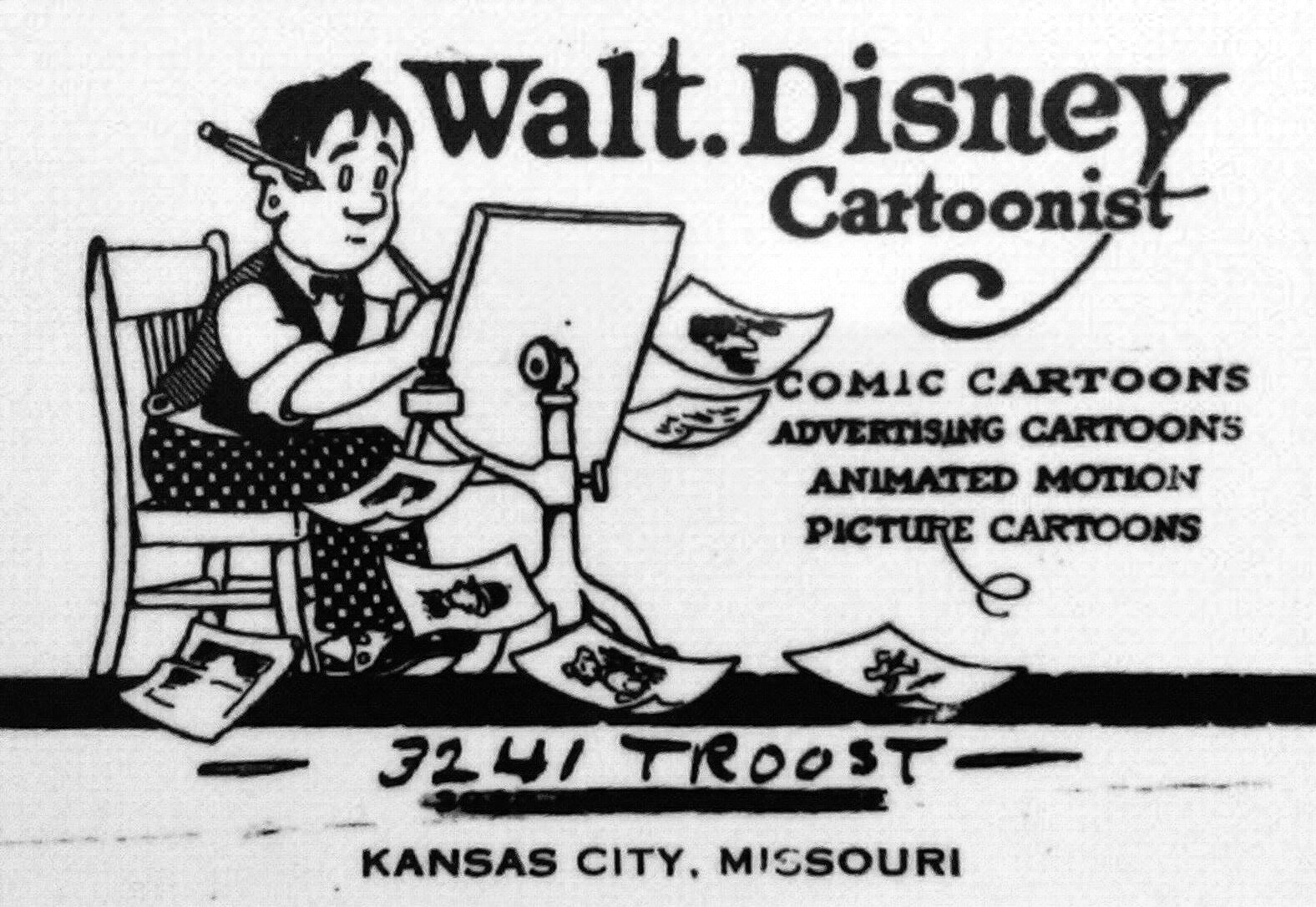
Walt Disney Cartoonist (1921).

À son retour aux États-Unis, Disney cherche un emploi et malgré celui proposé par son père il préfère postuler pour des emplois dans le dessin publicitaire. Comme il a toujours voulu réaliser des films il postule pour de nombreux emplois dont un auprès de Charlie Chaplin. Il obtient un premier travail au « Pesman-Rubin Commercial Art Studio » pour 50 dollars par mois. Il y réalise la couverture du programme hebdomadaire du Newman Theater.
Lors de ce premier engagement, il rencontre un jeune animateur de son âge, Ubbe Ert Iwerks (qui changera plus tard son nom en Ub Iwerks), avec lequel il fonde en janvier 1920 la société « Iwerks-Disney Commercial Artists ». La société périclite mais le duo est bientôt engagé par la « Kansas City Film Ad Company » (société de film publicitaire de Kansas City), à la suite d'une offre d'emploi dans le Kansas City Star, et travaille sur des animations publicitaires primitives pour les cinémas locaux.
Les animations publicitaires ne suffisent plus à satisfaire Walt ; pendant ses loisirs, il commence à créer ses propres films qu'il vend, en 1922 à la « Newman Theater Company ». Ces films d'une minute, appelés Newman Laugh-O-Grams, parfois critiques, traitent des problèmes locaux et, pour cette raison, plaisent au public.
Le 23 mai 1922, Disney lance Laugh-O-Gram, Inc., qui produit des courts métrages animés basés sur les contes de fées populaires et des histoires pour enfants. Parmi ses employés, on retrouve Iwerks, Hugh Harman, Rudolf Ising, Carman Maxwell et Friz Freleng,. Les productions de la jeune société sont bien accueillies dans la région de Kansas City, mais les coûts dépassent les revenus. Une société locale baptisée Pictorial Club leur propose un contrat de onze mille dollars pour quelques films. Après avoir réalisé plusieurs films, Disney et son équipe ne sont pas payés par leur partenaire, en raison d'une faillite,.
Après un dernier court-métrage, le film en animation et prise de vue réelle Alice's Wonderland, le studio dépose le bilan en juillet 1923. Roy Oliver, un frère de Walt invite ce dernier à venir à Hollywood. Disney travaille alors comme photographe indépendant et réussit à rassembler assez d'argent pour acheter un aller simple en train pour la Californie et emmène avec lui Alice’s Wonderland qui vient d'être achevé, laissant derrière lui son équipe. Christopher Finch rapporte qu'il serait parti avec seulement 40 dollars en poche et qu'il aurait promis à l'équipe de les aider à venir en Californie.

#### Alice Comedies: contrat et nouveau studio en Californie
À Hollywood, Disney monte une « affaire » d'animation avec son frère Roy. Ainsi débutent les Disney Brothers Studio dans le garage de leur oncle Robert. Ils obtiennent un contrat de distribution avec Margaret J. Winkler, distributeur de droits de New York, fiancée de Charles B. Mintz. Winkler et Mintz distribuent déjà la série Félix le Chat. Virginia Davis, la vedette des prises de vue réelles d'Alice’s Wonderland, est « extirpée » du Kansas, ainsi qu'Ub Iwerks à la demande de Mintz et Winkler. Le 16 octobre 1923 Disney signe avec eux un contrat pour réaliser douze films. Cette date marque la création des studios Disney.
Le 6 juillet 1925, Walt verse un acompte de 400 dollars pour acheter un terrain au 2719 Hyperion Avenue afin d'accueillir tous les animateurs. Peu de temps après le 13 juillet 1925, Lillian Bounds, une des employées du studio travaillant comme peintre intervalliste et secrétaire, devient la femme de Walt Disney. Leur idylle aurait débuté parce que Walt ramenait souvent la jeune femme le soir avec sa voiture. Les jeunes mariés font une courte lune de miel au mont Rainier et à Seattle.
Les Alice Comedies qui mêlent animation et prise de vue réelle rencontrent un succès raisonnable. En raison d'un chèque impayé, les parents de Virginia Davis la retirent de la série Alice. Elle est alors remplacée par Dawn O'Day puis par Margie Gay.
En 1926, les Disney Brothers Studio sont rebaptisés Walt Disney Studio. Lois Hardwick assume aussi brièvement le rôle d'Alice. Jusqu'à la fin de la série en 1927, les sujets sont davantage centrés sur les personnages animés, en particulier un chat nommé Julius qui évoque Félix le Chat, plutôt que sur le personnage d'Alice. La série se rapproche de plus en plus des autres productions sans prises de vue réelle.
Walt Disney n'était pas un grand dessinateur et a souvent admis ne pas avoir contribué à un seul dessin après 1926, se consacrant plutôt au domaine des idées.

#### Oswald le lapin chanceux
En 1927, Charles Mintz se marie à Margaret Winkler et prend le contrôle de la société de sa femme. Il décide de mettre en production une nouvelle série de dessins animés qui serait distribuée par Universal Pictures. La nouvelle série, Oswald le lapin chanceux (Oswald the Lucky Rabbit), est un succès relatif, et le personnage d'Oswald devient une icône populaire. Les studios Disney s'agrandissent, et Walt embauche Harman, Ising, Maxwell et Freleng venus de Kansas City.
En février 1928, Disney se rend à New York pour négocier une part de revenus plus importante pour chaque film avec Mintz. Mais il est abasourdi quand l'homme d'affaires lui annonce que non seulement il réduit sa part, mais qu'en plus il prend sous contrat la plupart de ses principaux animateurs, dont Harman, Ising, Maxwell et Freleng. Mintz menace Disney de créer son propre studio s'il n'accepte pas de réduire ses coûts de production. En outre, c'est Universal, et non pas Disney, qui détient, grâce au précédent contrat, la marque commerciale sur Oswald le Lapin, ce qui signifie qu'il peut très bien se passer de lui pour faire ces films.
Disney refuse et perd la majeure partie de son équipe d'animation. Lui, Iwerks et quelques fidèles commencent alors à travailler secrètement sur un nouveau personnage pour remplacer Oswald le Lapin. Walt n'oubliera jamais ce revers et prendra à l'avenir soin d'assurer ses droits d'auteur sur chaque création. Le nom Walt Disney Productions est adopté cette même année 1928.
Les animateurs qui quittèrent Disney devinrent le noyau dur des studios Winkler, dirigés par Mintz et son beau-frère George Winkler. Plus tard, les studios Winkler disparurent après qu'Universal décida de faire produire les dessins animés d'Oswald le Lapin par une division interne dirigée par Walter Lantz. Mintz concentra son attention sur les studios produisant les films de Krazy Kat, qui devint plus tard Screen Gems. Harman, Ising, Maxwell et Freleng décidèrent de suivre leur propre voie et formèrent Arabian Nights Cartoon Studio puis Harman-Ising Studio. Ils vendirent un personnage ressemblant à Oswald le Lapin nommé Bosko à Leon Schlesinger et à la Warner Bros. Puis ils commencèrent à travailler sur les premiers épisodes de la série Looney Tunes.
« La Walt Disney Company a récupéré les droits sur Oswald le lapin chanceux à la suite d'un accord obtenu le 13 février 2006 lors du départ d'un commentateur sportif d'ESPN pour la chaîne NBC, affiliée à Universal »,.

#### La création de Mickey Mouse
La petite histoire voudrait que Walt dessine, dans le train le ramenant de New York à Los Angeles, un personnage reprenant le graphisme d'Oswald, sans les oreilles pendantes, avec des oreilles rondes et une simple queue d'un coup de crayon et donc plus facile à dessiner. Plus tard, il réalise un personnage proche d'une souris. Ub Iwerks, quant à lui, aurait simplement retravaillé le dessin pour aboutir à celui que l'on connaît. Il semble cependant que ce soit Ub qui ait développé l'apparence du personnage tandis que Walt Disney se serait contenté d'insuffler son caractère,,.
Le personnage est baptisé Mortimer Mouse avant d'être rebaptisé Mickey Mouse par Lillian Disney. Le personnage fait ses débuts dans un court-métrage nommé Plane Crazy, qui est comme toutes les précédentes œuvres de Disney, un film muet. Après avoir échoué dans la recherche d'un distributeur intéressé par Plane Crazy ou sa suite, The Gallopin' Gaucho, Disney remarque que ces films manquent d'une chose.
L'automne précédent 1927, Warner Bros. a sorti un film révolutionnaire, Le Chanteur de jazz, le cinéma avait cessé d'être muet. Disney lance la création d'un dessin animé de Mickey, avec du son, intitulé Steamboat Willie. Disney doit vendre sa voiture afin d'obtenir l'argent nécessaire à son film. Un homme d'affaires nommé Pat Powers fournit à Disney la distribution et le Cinephone, un système de synchronisation sonore obtenu par contrebande. Le 18 novembre 1928 au Colony Theater de New York, Steamboat Willie est projeté au public, c'est le premier dessin animé avec son synchronisé. Cette date marque la naissance de Mickey Mouse, mais aussi de Minnie Mouse et Pat Hibulaire. Steamboat Willie devient un succès.
Plane Crazy et The Gallopin' Gaucho ressortent avec du son et tous les dessins animés suivants de Mickey sont accompagnés d'une bande sonore. Disney lui-même fournit les effets vocaux des premiers dessins animés. Il est aussi la voix anglaise de Mickey Mouse jusqu'en 1947. Afin de ne plus avoir de problème avec les distributeurs, Walt dépose un dossier de marque pour Mickey Mouse avec le logotype visible dans les films (dès le 21 mai 1928) qui sera accepté le 18 septembre 1928, d'autres marques seront déposées en 1933 pour le dessin et en 1934 pour les comics strips.

#### LesSilly Symphonies
En 1929, fort du succès de la série Mickey Mouse, Walt décide de produire une nouvelle série. Après le recrutement du compositeur Carl W. Stalling, ancienne connaissance de Kansas City, et, de par son influence, le thème des courts métrages change pour devenir des dessins animés musicaux qui s'appellent Silly Symphonies. Cette série débute avec La Danse macabre (The Skeleton Dance) inspirée du morceau de Camille Saint-Saëns. La même année Disney autorise l'utilisation de ses créations, principalement Mickey, pour des produits dérivés dont des blocs-notes. Walt Disney Entreprises est créée afin de gérer les produits dérivés. Bien que les deux séries connaissent un grand succès, les studios Disney ne voient pas augmenter leur part des profits récoltés par Pat Powers avec la série Mickey Mouse, les Silly Symphonies étant distribuées par Columbia Pictures. C'est la production d'une seconde série de courts métrages qui différencie Walt Disney de ses concurrents de l'époque, de plus elle ouvre de nombreuses possibilités scénaristiques.
En 1930, Disney abandonne le distributeur Powers et signe un nouveau contrat de distribution avec Columbia Pictures pour les Mickey Mouse. Mais le divorce est assez difficile et Walt a besoin de l'aide d'un avocat, ce sera Gunther Lessing, qu'il engage comme directeur du département légal,. Côté produits dérivés, Walt engage Charlotte Clark, une jeune femme de Burbank qui vient de réaliser une poupée de Mickey que Walt trouve très réussie. La poupée est réalisée en série et présentée à chaque événement promotionnel, en parallèle, Ub Iwerks quitte les studios après avoir été tenté par un contrat d'exclusivité avec Powers. Ce dernier pense que le succès des studios est dû en grande partie au talent de Iwerks.
Iwerks prend la tête du Iwerks Studio financé par Powers et rencontre un succès mitigé. Après un passage chez Columbia Pictures, il retournera chez Disney en 1940 dans le département recherche et développement des studios. Il sera dans ce service l'un des pionniers d'un grand nombre de processus cinématographiques et de technologies spécialisées d'animation.
À la fin de l'année 1930, le personnage de Mickey devient une star internationale sous le nom, entre autres, de « Topolino » en Italie et « Miki Kuchi » au Japon.
En 1931, Mickey apparaît dans douze films, produits par une équipe de plus de quarante animateurs, dont Le Chasseur d'élan (The Moose Hunt), où Pluto adopte son nom définitif. Quant aux Silly Symphonies, on découvre dans Une petite poule avisée (The Wise Little Hen), l'ébauche du futur Donald Duck. Toutefois chaque court-métrage de 8 minutes réalisé par les studios Disney coûte 13 000 dollars alors que les autres studios dépassent rarement des budgets de 2 500 dollars.
En 1932, Mickey Mouse devient le personnage le plus populaire de dessin animé à l'écran et de nombreux studios concurrents tels que Van Beuren Studios et Screen Gems créent des clones de Mickey Mouse dans l'espoir de surfer sur la vague du succès de Disney.
Après être passé de Columbia à United Artists en 1932, Walt commence à produire les Silly Symphonies avec le tout nouveau procédé Technicolor, qui permet d'utiliser tout le spectre de l'arc-en-ciel, transformant les publicités d'alors en un monde coloré. Le premier dessin animé en couleur est la Silly Symphony, Des arbres et des fleurs (Flowers and Trees) qui venait juste d'être terminée, mais en noir et blanc. Disney négocie avec Technicolor une exclusivité de deux ans sur son procédé de couleur afin de pouvoir, espère-t-il, rentrer dans ses frais, très élevés en raison du coût exorbitant de ses productions, encore décuplé par le nouveau procédé,.
Des Arbres et des Fleurs gagne le premier Oscar du meilleur court métrage d'animation en 1932. La même année, Disney reçoit un Oscar d'honneur pour la création de Mickey Mouse, dont la série passera en couleur seulement en 1935. Au niveau sonore, la Parade des nommés aux Oscars 1932 (18 novembre 1932) est le premier court métrage de Disney à utiliser le système RCA Photophone, suivi par L'Atelier du père Noël (10 décembre 1932, première Silly Symphony) et Bâtissons (« Building a Building », 7 janvier 1933, premier Mickey Mouse).
Disney lance rapidement d'autres séries, consacrées aux personnages de Donald Duck, Dingo ou Pluto. Il autorise sous la direction de Kay Kamen, un vendeur émérite, la vente de nombreux produits dérivés dont les bandes dessinées sur Mickey qui deviennent des pleines pages puis des petits journaux, le premier journal de Mickey apparaît en Italie à la fin de 1932.

#### Walt, le sport et ses filles

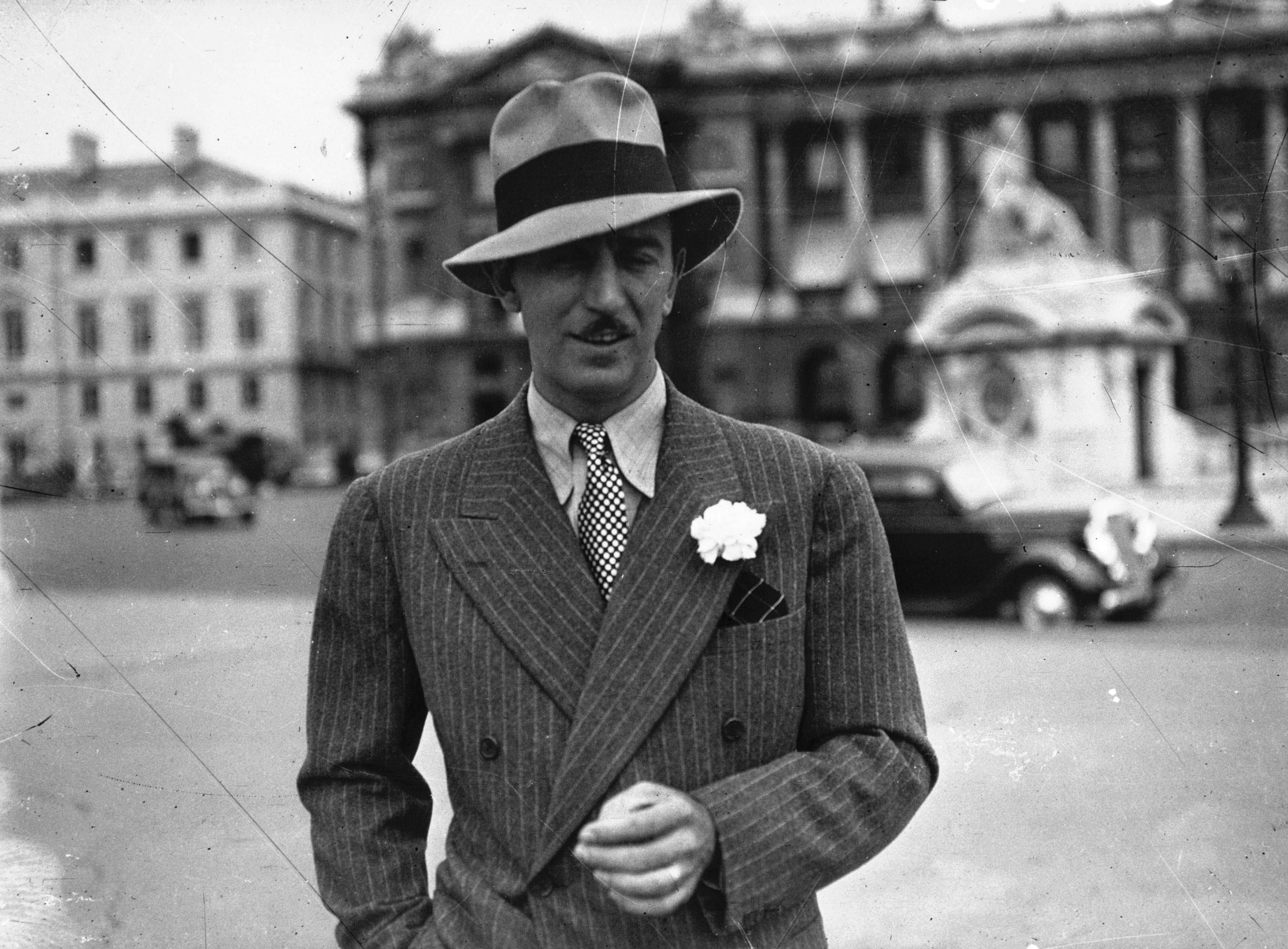
Walt Disney en juin 1935 sur la place de la Concorde devant l'hôtel de Crillon.

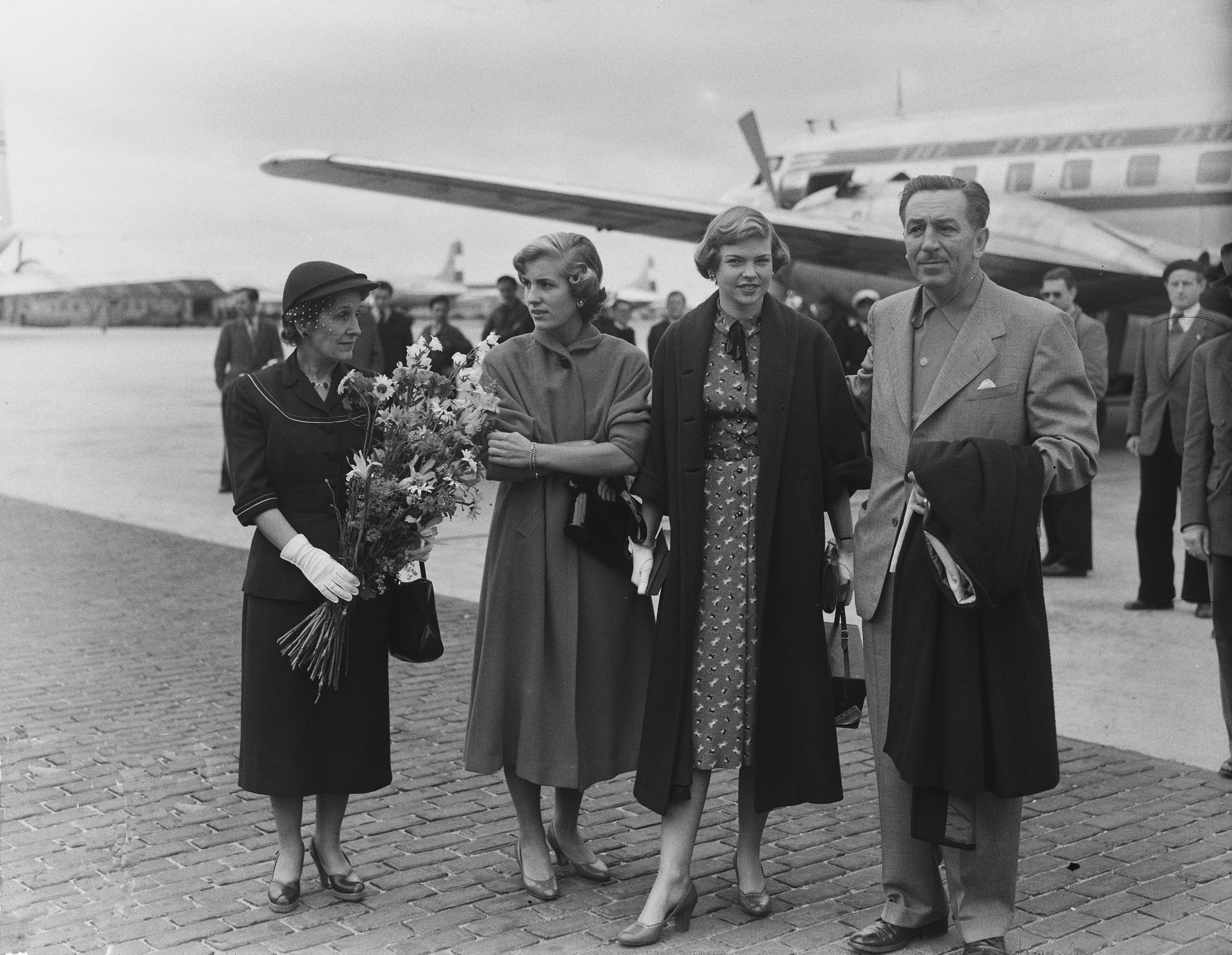
Walt Disney, sa femme Lilian et ses filles à l'aéroport de Schiphol en 1951.

À partir de 1930, Walt multiplie les réussites cinématographiques et commerciales, mais la nécessité de recourir à de nouvelles techniques ne permet pas de résorber les dettes contractées par Walt et Roy Oliver. Les studios ont dû s'agrandir de 150 à 2 000 m² entre 1927 et 1931.
Walt fait une dépression en 1931 et sur le conseil d'un médecin, il part en voyage avec Lilly, sa femme. Il revient reposé après avoir visité Washington et fait une croisière passant par La Havane et le canal de Panama. À son retour il s'inscrit à l'Athletic Club d'Hollywood où il pratique l'équitation et le golf. En 1932, il pousse ses collaborateurs à jouer au baseball et certains le suivent dans sa passion, le polo, qui lui inspire le dessin-animé L'Équipe de Polo. Il cesse le polo en 1938 après une blessure sérieuse au dos. Walt s'est ainsi entouré de ses amis et employés pour jouer des matchs souvent disputés au Riviera Country Club. Il a aussi eu un haras de sept poneys nommés June, Slim, Nava, Arrow, Pardner, Tacky et Tommy. Il passe aussi plusieurs week-ends par an avec ses filles et sa femme dans un cottage du Smoke Tree Ranch à Palm Springs. Il revendra cette résidence secondaire dans les années 1950 pour financer son parc à thème.
Cocréateur et producteur de Mickey, Disney est aussi célèbre que son fameux personnage de souris, mais sa vie privée est en revanche moins connue. Un de ses plus grands espoirs est d'avoir un enfant, un garçon si possible, comme son frère Roy Oliver et sa femme Edna qui donnent naissance le 10 janvier 1930 à Roy Edward Disney. Lillian accouche finalement d'une fille, Diane Marie Disney, le 19 décembre 1933 et le couple prend la décision d'en adopter une seconde, Sharon Mae Disney, née le 21 décembre 1936.
Les studios continuent à produire à un rythme effréné des courts métrages, la série Mickey Mouse et les Silly Symphonies sont deux des séries les plus connues du cinéma. Les revenus de ses séries restent juste satisfaisants pour Disney. Il peut faire tourner les studios, mais sans générer de réels bénéfices.

#### À partir de 1934, changement de format

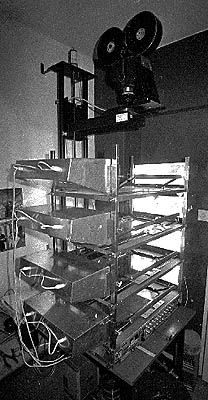
Une reproduction de caméra multiplane par un amateur d'animation.

Afin de rendre ses studios bénéficiaires, Walt décide de produire un long métrage d'animation et un soir de 1934, il visionne avec ses animateurs un film muet de 1916 qu'il a vu dans sa jeunesse : Blanche-Neige avec Marguerite Clark. Son long métrage sera basé sur cette histoire. L'industrie du cinéma a bientôt vent du projet de Disney. Ses concurrents ne tardent pas à prédire la faillite à ce qu'ils appellent la « folie de Disney ». Lillian et Roy, tous les deux, essayent d'amener Walt à renoncer à son projet, mais celui-ci persiste à travailler dessus.
Entre 1934 et 1937, les studios Disney utilisent principalement les Silly Symphonies pour tester les techniques nécessaires à Blanche-Neige. Les expérimentations portent sur l'animation réaliste des êtres humains, l'animation de personnages distincts, les effets spéciaux, et l'utilisation de procédés spécialisés et particuliers pour l'animation. Ainsi Le Vieux Moulin (The Old Mill) est le premier film réalisé avec la caméra multiplane inventée par Bill Garity, technicien des studios Disney et qui permet de donner un vrai effet de profondeur aux dessins animés. Ce sont surtout les équipes normalement attelées aux Silly Symphonies qui travaillent sur Blanche-Neige ce qui les oblige à consacrer moins de temps à la série. De fait, elle ne tarde pas à disparaître.
Afin d'aider ses animateurs, Walt lance plusieurs projets internes aux studios, destinés à affiner les talents et sources d'inspirations de chacun.
À partir de 1931, Ben Sharpsteen et David Hand deviennent les responsables d'équipes d'apprentis principalement sur les Silly Symphonies et sont concernés à ce titre comme les premiers formateurs des animateurs des studios Disney. Cela permet de former les nombreux animateurs récemment engagés. Voyant que certains se réunissent chez les plus expérimentés d'entre eux pour se perfectionner, Walt engage en 1932 un professeur de dessin du Chouinard Art Institute, Don Graham, qui va superviser le soir des séances internes de formation et d'entraînement pour les membres des studios.
En parallèle, Walt regroupe de nombreuses œuvres littéraires et des dessins de tous horizons au sein de la Disney Animation Library. Durant l'été 1935, un voyage en Europe permet d'acheter 350 livres supplémentaires d'auteurs européens, élargissant les sources d'inspiration. Ce voyage comprend une croisière à bord du Normandie à l'aller et du paquebot italien Rex au retour,. Ces développements et formations permettent d'élever la qualité des studios et de donner au long métrage la qualité voulue par Walt.

### 1937-1954: les longs métrages

#### La «folie de Disney»:Blanche-Neige et les Sept Nains

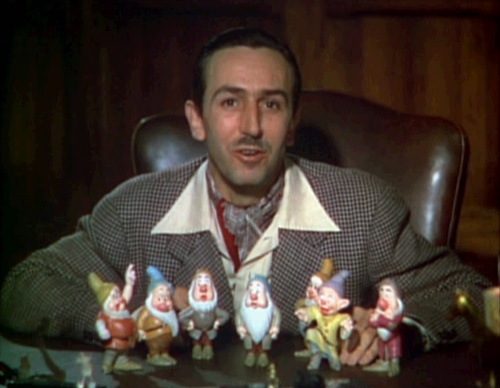
Walt Disney avec des figurines des sept nains de Blanche-Neige et les Sept Nains, 1937.

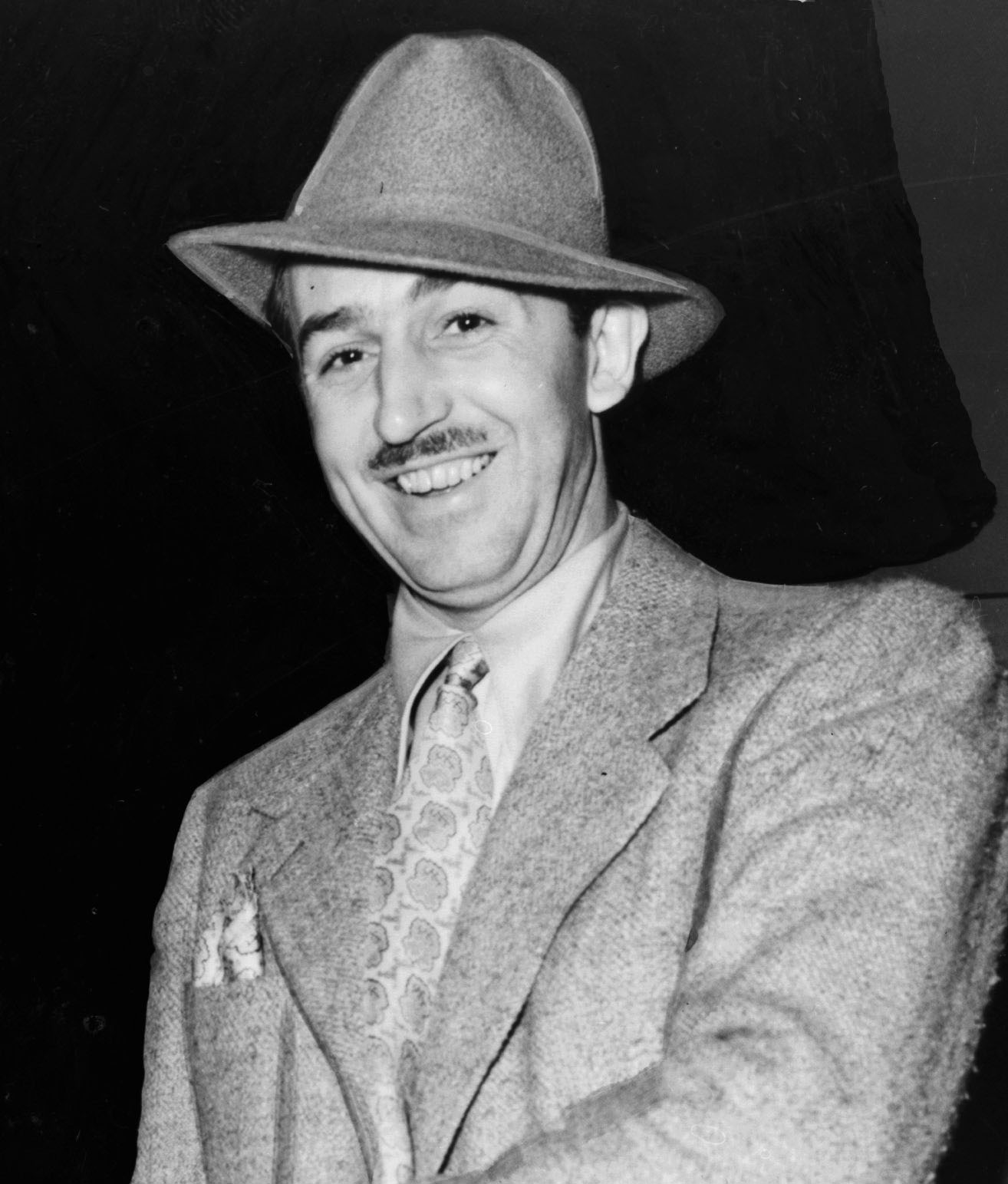
Walt Disney en 1938.

Blanche-Neige et les Sept Nains, est produit entre 1935 et l'été 1937, quand les studios tombent à court d'argent. Afin de trouver des fonds pour le terminer, Disney doit présenter un extrait non finalisé du film aux responsables financiers de la Bank of America. L'argent est obtenu. Le film terminé est présenté pour sa première au Carthay Circle Theater d'Hollywood le 21 décembre 1937. À la fin de la représentation, le public donne à Blanche-Neige et les Sept Nains une « standing ovation ».
Premier film long métrage animé (en anglais), Blanche-Neige est diffusé en février 1938 sous le nouveau contrat de distribution avec la RKO Radio Pictures. Le film devient le plus rentable de l'année 1938 et rapporte plus de huit millions de dollars de l'époque (aujourd'hui 98 millions USD) lors de sa diffusion initiale. Il sera le plus important succès du cinéma jusqu'à la sortie de Autant en emporte le vent (1939).
La même année, la première émission de radio produite par Disney, Mickey Mouse Theater of the Air, est diffusée sur NBC avec Mickey interprété par Walt.
D'après Leonard Mosley, le frère de Walt Disney, Roy Disney, parti en Allemagne pour assurer la distribution de Blanche Neige, est reçu par Joseph Goebbels. Le film est projeté à Hitler dans son cinéma privé d'Obersalzberg. Selon Roger Faligot, le film devient le film d'animation préféré de Hitler : « Blanche-Neige, adaptée à l'écran d'après le conte de Jacob et Wilhelm Grimm, originaires de Hesse, n'est-elle pas l'archétype de la beauté nordique et aryenne issue de la littérature allemande ? Et la sorcière au nez crochu, un symbole de l'esprit malfaisant, donc sûrement juif ? ». Selon William Hakvaag, directeur d'un musée militaire norvégien, des dessins signés A Hitler ou A H semblent attester que Hitler, dans les derniers moments de la guerre, dessinait des personnages de Walt Disney.
Le succès de Blanche-Neige permet à Disney de construire un nouveau complexe bâti sous la forme d'un campus, pour les Walt Disney Studios à Burbank. Ils ouvrent le 24 décembre 1939. Les anciens studios d'Hyperion Avenue vendus puis détruits font place à un supermarché. L'équipe d'animation qui vient juste d'achever Pinocchio, poursuit le travail sur Fantasia et Bambi, tandis que les équipes de courts métrages travaillent sur les séries de Mickey Mouse, Donald Duck, Dingo et Pluto, ainsi que les dernières Silly Symphonies.

#### Les temps de guerre et la tournée en Amérique latine
Pinocchio et Fantasia succèdent à Blanche-Neige dans les cinémas en 1940. Tous deux sont des déceptions financières (Pinocchio a coûté deux fois plus cher à produire que Blanche-Neige). La sortie de Pinocchio, le 7 février à New York, est très bien accueillie par le public. Néanmoins, la guerre en Europe et les pressions financières sur le marché américain ne permettent pas de dégager suffisamment de bénéfices. Fantasia sort, lui, le 13 novembre 1940 au Colony Theater de Broadway. Souvent qualifié de chef-d'œuvre du studio, il permet surtout au travail des studios Disney, d'obtenir une reconnaissance artistique,.

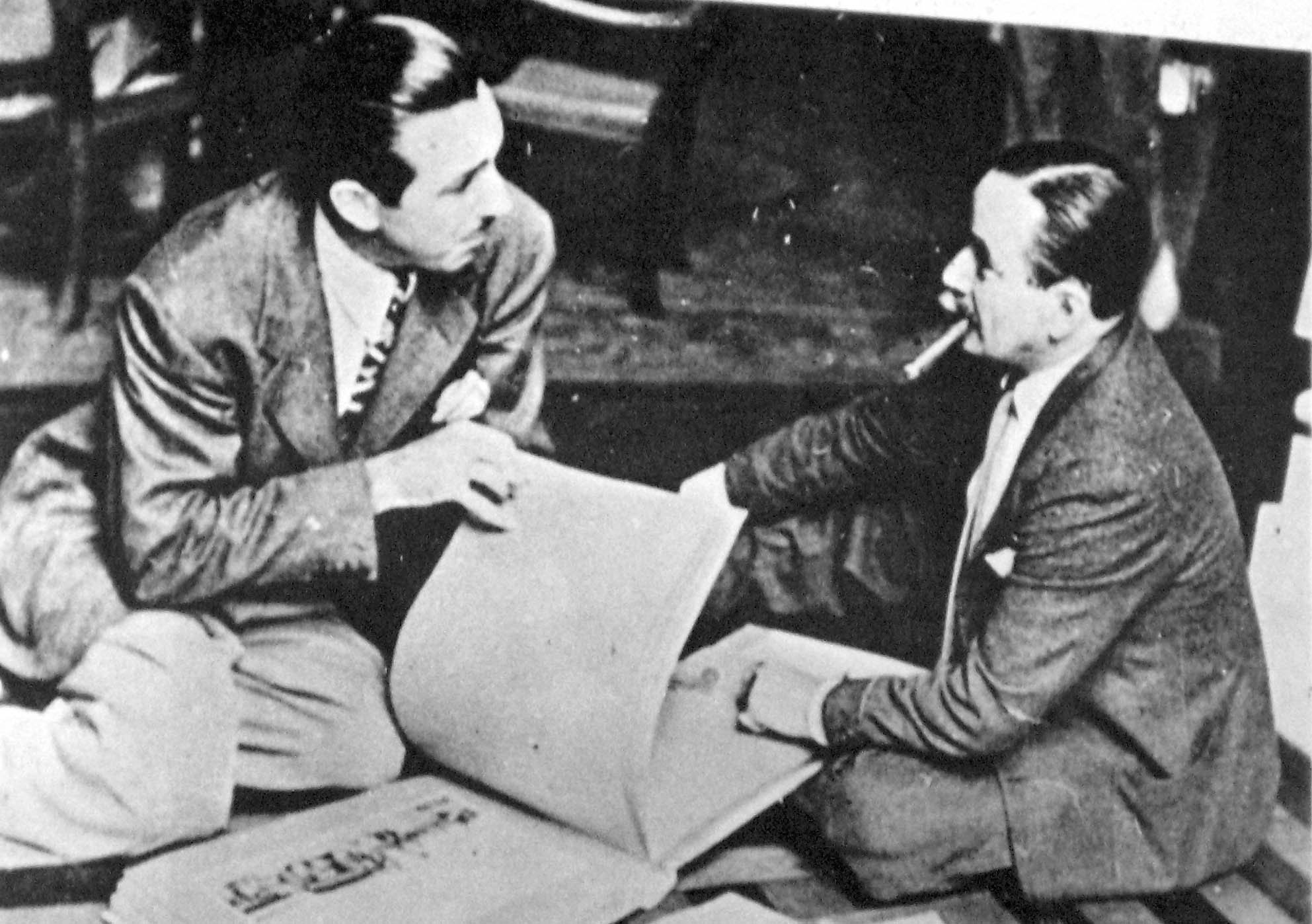
Walt Disney et Florencio Molina Campos en Argentine.

A droite (au premier plan), visite de Portela, Oswaldo Cruz (quartier de Rio de Janeiro), lors d'une visite au Brésil en août 1941.

En 1941, Disney est approché par le département d'État, supervisé par Nelson Rockefeller, dans le but de représenter les États-Unis en Amérique latine et de « lutter contre le nazisme » au travers de la Good Neighbor Policy. Disney n'apprécie pas vraiment qu'on lui demande de faire un voyage diplomatique, « d'aller serrer des mains même pour une bonne cause »,. Il accepte pourtant. Il décolle avec quelques-uns de ses artistes le 17 août 1941 pour une visite de l'Argentine, du Brésil et du Chili. Cette mission est l'occasion de maintenir l'activité de ses artistes et découvrir de nouvelles sources d'inspiration. Le résultat de ce voyage est notamment visible dans les compilations de courts métrages Saludos Amigos (1942) et Les Trois Caballeros (1944) ainsi que quelques courts métrages « éducatifs ». Le succès de ces deux compilations a permis à Disney de refuser la compensation financière promise par le gouvernement avant son départ.
Pour satisfaire la curiosité du public, Disney produit Le Dragon récalcitrant (Reluctant Dragon) sur les coulisses de ses films d'animation. Il s'agit d'un documentaire mêlant images réelles et dessins animés. C'est encore là, l'occasion de fournir du travail à ses équipes aux États-Unis. En 1941, Disney décide de participer à l'effort de guerre. En association avec Lockheed Martin, les studios réalisent un dessin animé sur les méthodes de rivetages des avions à destination des nouveaux employés des usines, c'est Four Methods of Flush Riveting resté pendant longtemps classé top secret. La popularité des studios ne cesse de croître, de nombreux régiments ou escadrilles américains demandent aux studios de leur produire des personnages Disney pour notamment décorer le fuselage des avions.
Le film Dumbo, peu coûteux, est produit dans l'objectif d'être vite rentabilisé. Durant la production de ce nouveau film, la plupart des membres de l'équipe d'animation présentent des revendications sur leurs conditions de travail et entament la première grève des studios. Walt Disney, opposé à la syndicalisation sous toutes ses formes car il juge leurs activités subversives, soupçonne le Parti communiste américain d'avoir fomenté cette grève et se montre dès lors inflexible. En dépit de ces difficultés, la production est menée à son terme, la sortie du film a lieu en octobre 1941. Dumbo est un succès, mais les États-Unis entrent dans la Seconde Guerre mondiale. L'armée américaine réquisitionne la plupart des bâtiments des studios Disney et demande aux équipes de créer des films d'entraînement et d'instruction pour les militaires, aussi bien que des films de propagande tels que Der Fuehrer's Face ou le long-métrage Victory Through Air Power, tous deux sortis en 1943,. Pour autant, les films militaires rapportent peu, et Bambi n'obtient pas les résultats escomptés quand il sort en avril 1942.
Disney revoit sa stratégie commerciale. Il ressort avec succès Blanche-Neige en 1944, établissant une tradition de réédition, tous les sept ans, des films Disney aux États-Unis. Il réalise des compilations de courts métrages. Les plus notables sont celles issues de la tournée en Amérique latine, Saludos Amigos (1942), sa suite Les Trois Caballeros (1945) ainsi que Mélodie du Sud (le premier film Disney contenant de vrais acteurs, sorti en 1946). On peut aussi ajouter Danny, le petit mouton noir en 1948 et Le Crapaud et le Maître d'école (1949). Ce dernier contient seulement deux parties : la première basée sur la Légende de Sleepy Hollow par Washington Irving et la seconde, intitulé La Mare aux grenouilles, basée sur un extrait du Vent dans les saules de Kenneth Grahame.

#### La Commission des activités anti-américaines
En 1947, durant les sombres premières années de la guerre froide, Walt Disney témoigne devant la « Chambre du comité des activités non-américaines ». À cette occasion, il dénonce trois de ses anciens employés auxquels il prête des opinions communistes : Herbert Sorrell, David Hilberman (en) et William Pomerance (en). L'accusation est grave dans le contexte tendu de l'après-guerre. Ce simulacre de procès est annonciateur du maccarthysme qui, quelques années plus tard, marquera très profondément la conscience américaine. Walt Disney profite de son témoignage pour s'enorgueillir de vertus patriotiques et se donner l'image d'un Américain irréprochable (son studio a participé, notamment par le biais de la propagande, à l'effort de guerre) ; cela donne davantage de poids à sa parole et lui vaut les félicitations du juge qui l'auditionne.
Les trois hommes mis en cause, tous trois syndicalistes, démentiront plus tard les propos de leur ancien patron. Il semble surtout que ce témoignage à charge soit la conséquence de leur rôle dans les grèves de 1941 qui ont affecté les studios (certains biographes de Disney, dont Dave Smith, pensent précisément que le témoignage de Disney est animé par un fort ressentiment qui date de cet épisode). Ce chapitre de la vie de Disney sera la source de plusieurs rumeurs ou exagérations le concernant.

#### Début d'une diversification des activités

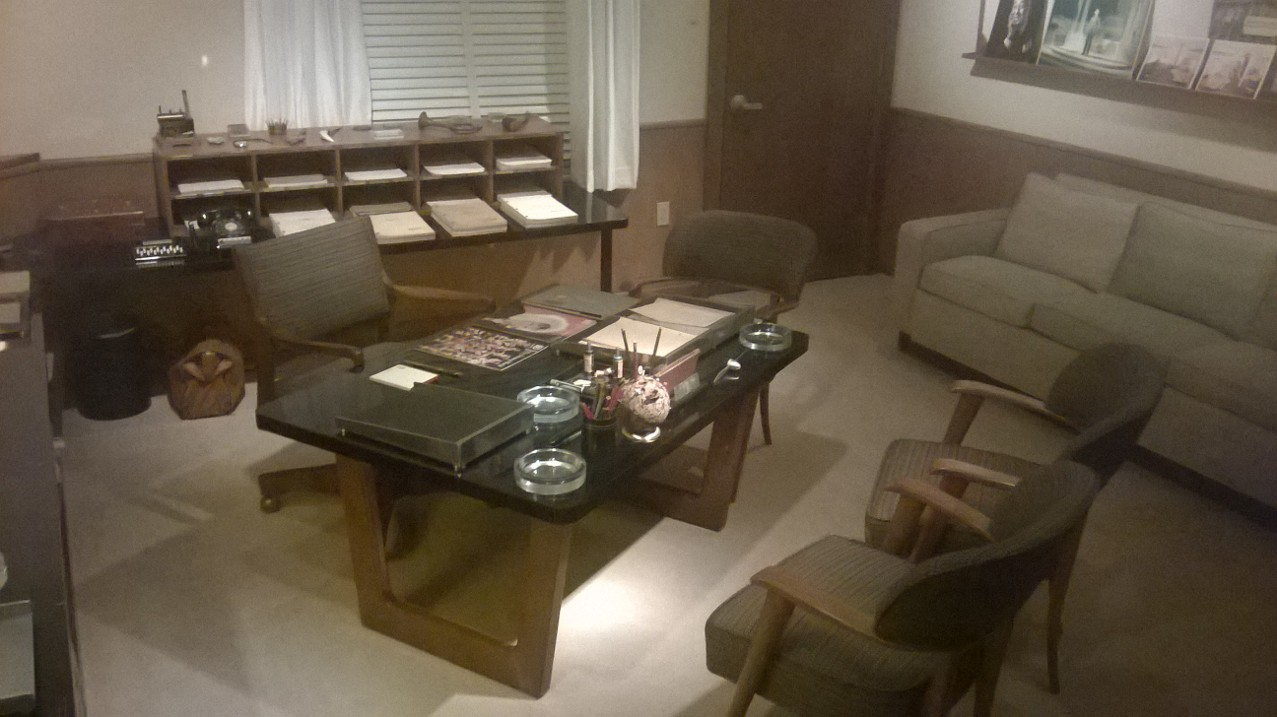
Réplique du bureau de Walt Disney.

Dès 1946, le médecin de la famille Disney conseille à Walt de se trouver un hobby, le plus connu est la construction de modèles réduits de trains. Ainsi Walt s'accorde plus de temps pour lui-même, se consacrant à des hobbys, et pour sa famille ; avec un voyage de treize semaines en Europe en 1949.
À la fin des années 1940, la firme retrouve assez d'argent et d'animateurs pour continuer la production de longs métrages tels qu'Alice au pays des merveilles ou encore Peter Pan, interrompu durant les années de guerre. Les studios reprennent le travail de Cendrillon et entament une série de documentaires animaliers, intitulée True-Life Adventures (premier sorti en 1948), dont un épisode, L'Île aux phoques (On Seal Island), a été inspiré à Walt lors d'un voyage en août 1948 en Alaska. C'est durant ce voyage qu'il rencontre Alfred Milotte, propriétaire d'un magasin d'appareils photo, et sa femme institutrice Elma et qu'ils engagent une discussion sur les documentaires consacrés à l'Alaska dont le résultat sera le poste de photographe sur la série True-Life Adventures. En décembre 1948, il se rend en Irlande et annonce la production de Darby O'Gill et les Farfadets (1959).
En 1949, il emménage dans une nouvelle maison à Holmby Hills, Los Angeles, la Walt Disney Estate, manoir de 527 m2, comportant dix-sept chambres conçue par James Dolena,,.
Entre 1949 et 1955, de nombreux changements surviennent pour le studio et l'entreprise Disney en général. Les produits dérivés vendus par Kay Kermen sont en pleine expansion, mais Kermen meurt dans un accident d'avion en 1949. Walt Disney décide de créer une division en interne pour la gestion des produits dérivés, Walt Disney Enterprises. De même que la Walt Disney Music Company est fondée le 1er octobre. L'une des principales remarques est que Walt Disney s'éloigne petit à petit de l'animation, il participe encore aux réunions de travail des longs métrages jusqu'à celles du film Les 101 Dalmatiens (1961), mais depuis 1952 avec la production de La Belle et le Clochard (1955) il est, d'après Marc Davis, « difficile de l'avoir sous la main ».
En 1950, Disney lance un long métrage après les quelques films composites (assemblage de moyens métrages) : Cendrillon. Ce film est suivi en 1951 par Alice au Pays des Merveilles et en 1953 par Peter Pan.
Les studios Disney, avec certaines séquences des films produits durant la guerre comme les composites et la série de Walt Disney, s'aperçoivent qu'ils peuvent produire des films en prises de vue réelles. En 1950, l'Île au trésor (Treasure Island) est leur premier film d'action entièrement tourné en prises de vues réelles, rapidement suivi par des succès tels que Vingt Mille Lieues sous les mers (en CinemaScope, 1954), The Shaggy Dog (1959), et La Fiancée de papa (1960). Grâce, entre autres, à Cendrillon et L'Île au trésor, le studio retrouve les succès financiers.
Les Walt Disney Studios sont parmi les premiers à prendre toute la mesure du potentiel du tout nouveau média qu'est alors la télévision. À la demande de Coca-Cola, ils produisent leur première émission One Hour in Wonderland, diffusée pour Noël en 1950. La première série télévisuelle quotidienne du studio, le populaire Mickey Mouse Club, commencée en 1955, continuera dans de nombreuses versions jusqu'aux années 1990. Sur ABC, Walt Disney présente lui-même une série hebdomadaire d'anthologie, Disneyland, d'après le nom du parc. Dans cette émission il montre des extraits des productions Disney précédentes, fait faire le tour des studios, et familiarise le public avec le parc Disneyland en construction à Anaheim en Californie. Après 1955, l'émission télévisuelle prend le nom de Walt Disney Presents, et quand le noir et blanc cède la place à la couleur en 1961, le nom change en Le Monde Merveilleux en couleur de Walt Disney pour évoluer vers ce qui est connu aujourd'hui sous le nom Le Monde merveilleux de Disney. Elle continue à être diffusée sur ABC jusqu'en 2005.
Comme le studio s'élargit et se diversifie dans d'autres médias, Disney accorde de moins en moins d'attention au département d'animation, abandonnant la plupart des activités aux animateurs clés, qu'il surnomme Les Neuf Sages.
La production de courts métrages conserve son rythme jusqu'en 1956, date à laquelle la société liquide la division concernée. Les projets spéciaux de courts métrages continuent à être produits pour le reste de la durée des studios de façon irrégulière. Ces productions sont toutes distribuées par la nouvelle filiale de Disney, Buena Vista Distribution, qui assume ce rôle repris à RKO en 1955.

### 1955-1966: l'empire Disney
L'année 1955 est une date clé de la vie de Walt Disney. L'ouverture du parc Disneyland, le 17 juillet 1955, change le statut de Walt Disney qui n'est plus seulement l'homme d'animation. Les Walt Disney Productions, société fondée par Walt et son frère Roy, sont devenus un empire de média et réussissent dans quasiment tous les domaines où ils sont présents. Le succès des films, de la télévision, du parc et des produits dérivés permet à la fois à la société d'être un empire commercial, mais aussi à Walt de mener à bien plusieurs projets.
Walt est un homme aux multiples passions et depuis la fin de la guerre plusieurs projets le détournent de son métier d'origine, l'animation. Voici par ordre chronologique, quelques-uns des projets qui occupent Walt durant les onze années précédant sa mort.

#### Carolwood Pacific Railroad

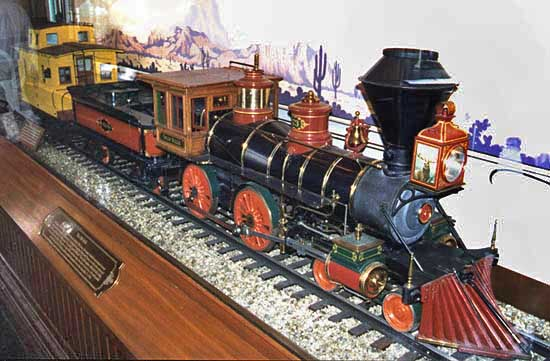
Locomotive Lilly Belle présentée à Disneyland en 1993.

En 1949, Disney et sa famille déménagent dans une nouvelle maison (conçu par James Dolena) avec une grande parcelle de terrain dans le district d'Holmby Hills de Los Angeles,,. Disney peut assouvir une de ses passions : les miniatures ferroviaires. Cette passion découle d'un conseil médical de trouver un hobby pour réduire la pression professionnelle. Avec l'aide de ses amis Ward Kimball et sa femme Betty, propriétaires de leur propre train dans leur jardin, Walt Disney conçoit les plans et construit un train miniature dans son jardin. Le nom du chemin de fer, Carolwood Pacific Railroad, provient de l'ancienne adresse de Walt située dans la rue Carolwood Drive. Il donne à la locomotive à vapeur construite par Roger E. Broggie, membre des studios Disney, le nom de Lilly Belle en l'honneur de sa femme,. Cette réalisation préfigure sans doute la nouvelle orientation des studios Disney.

#### Disneyland

Château de la Belle au bois dormant en 2005.

Dès la fin des années 1940, lors d'un voyage d'affaires à Chicago, Disney élabore l'esquisse d'un parc de loisirs au pied des studios où il prévoit que ses employés passent du temps avec leurs enfants. Le Parc Mickey comprend tout d'abord un jardin, une ville du Far West et un espace forain. Les idées qu'il développe deviennent un concept de plus grande envergure et prennent le nom de Disneyland. Le 27 mars 1952, le journal de Burbank annonce l'ouverture de Disneyland sur le terrain du studio, mais les idées sorties de l'imagination de Walt sont trop nombreuses pour cet espace étroit. Walt crée une nouvelle filiale à sa société, appelée WED Entreprises, afin de développer et construire le parc. Cette filiale est constituée d'un petit groupe des employés des studios Disney qui rejoignent le projet de développement de Disneyland en tant qu'ingénieurs et planificateurs, et sont surnommés « Imagineers ».
Quand Walt présente son plan aux Imagineers, il dit « Je veux que Disneyland soit le plus merveilleux endroit de la terre, et qu'un train en fasse le tour » — le Carolwood Pacific Railroad qui remportait un vif succès auprès de ses filles avait inspiré à Disney l'idée d'inclure un chemin de fer dans ses plans pour Disneyland, le Disneyland Railroad.
Disneyland, l'un des premiers parcs à thèmes au monde, ouvre finalement le 17 juillet 1955 et devient rapidement un succès. Les visiteurs du monde entier viennent visiter Disneyland, qui comprend des attractions adaptées de nombreux films ou franchises à succès de Disney. De nombreuses attractions ouvrent régulièrement dans le parc depuis son inauguration.

#### La suite du succès de l'entreprise Disney

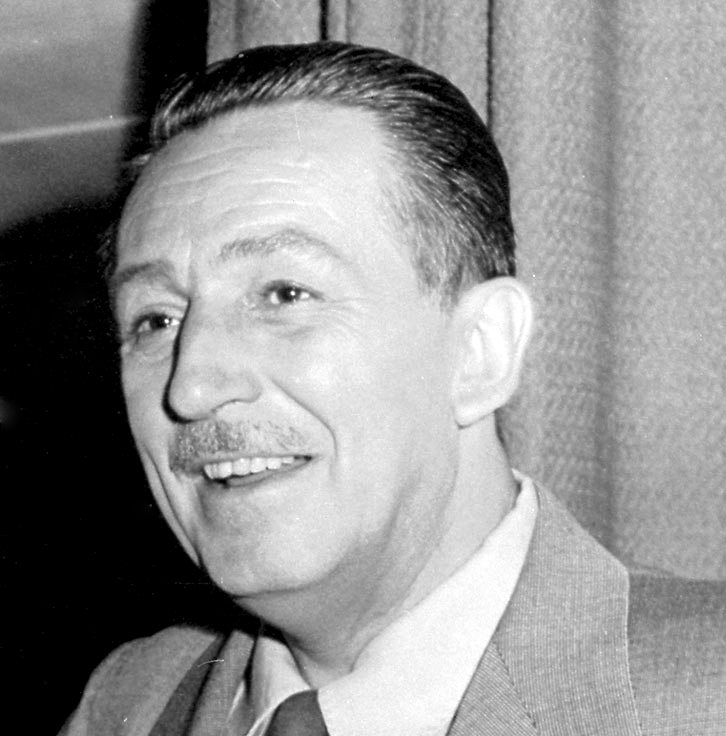
Walt Disney en 1954.

À partir du milieu des années 1950, Disney produit un grand nombre de films éducatifs sur le programme spatial américain avec la collaboration du concepteur de la fusée de la NASA Wernher von Braun : Man in Space et Man and the Moon en 1955, puis Mars and Beyond en 1957. Ces films attirent l'attention non seulement du public, mais aussi du programme spatial russe.
En 1957, Disney rencontre le créateur des Muppets, Jim Henson, et ils commencent à créer les premiers personnages des Muppets qui comportent de nombreuses similitudes avec Mickey Mouse, notamment Kermit la grenouille. Les personnages apparaissent avec l'intermède Muppet Magic dans The Ed Sullivan Show entre 1958 et 1962.
La fin des années 1950 voit se poursuivre les productions télévisées familiales dont Zorro diffusées sur ABC à partir de 1957 et le Mickey Mouse Club.
La société WED Entreprises est engagée en 1960 par le CIO pour organiser les cérémonies d'ouverture et de fermeture des Jeux olympiques d'hiver de 1960.
Au début des années 1960, l'empire Disney, les Walt Disney Productions, est devenu le premier producteur au monde de divertissements familiaux. Après des décennies de vaines tentatives, Disney obtient enfin les droits du livre de Pamela L. Travers, sur une nounou magique,,, et Mary Poppins sort en 1964, c'est le film de Disney des années 1960 qui connait le plus grand succès. De nombreuses personnes saluent cette habile combinaison de film d'animation et de prises de vue réelles parvenue à la plus grande perfection. Pour Joe Flower, le succès du studio dans les années 1950 et 1960 est lié au Baby-boom après la Seconde Guerre mondiale, période où les parents, anciens vétérans de la guerre, auraient cherché avidement des loisirs agréables et sûrs pour leurs jeunes enfants. Une fois devenus adolescents ou de jeunes adultes dans les années 1970, ces enfants nommés baby-boomers ont eu d'autres aspirations et le succès de Disney s'est émoussé. Les films produits par le studio possèdent des valeurs basées sur les contes traditionnels sans êtes sujets à une mode éphémère ce qui a permis à l'entreprise de presque devenir une machine à billets sans-risque aidée en cela par le système de ressorties régulières de films atemporels. En parallèle, Flower note que les critiques des élites pensantes n'ont pas influencées le succès en salle auprès du public et le studio semblait inatteignable.
La même année, Disney ouvre quatre attractions dans les pavillons de l'Exposition mondiale de New York de 1964-1965, comprenant des Audio-animatronics, attractions intégrées plus tard à Disneyland. Elles confortent Disney dans son projet d'un nouveau parc sur la côte Est, auquel il avait déjà pensé peu après l'ouverture de Disneyland.

#### Le «Projet Floride»: Walt Disney World Resort

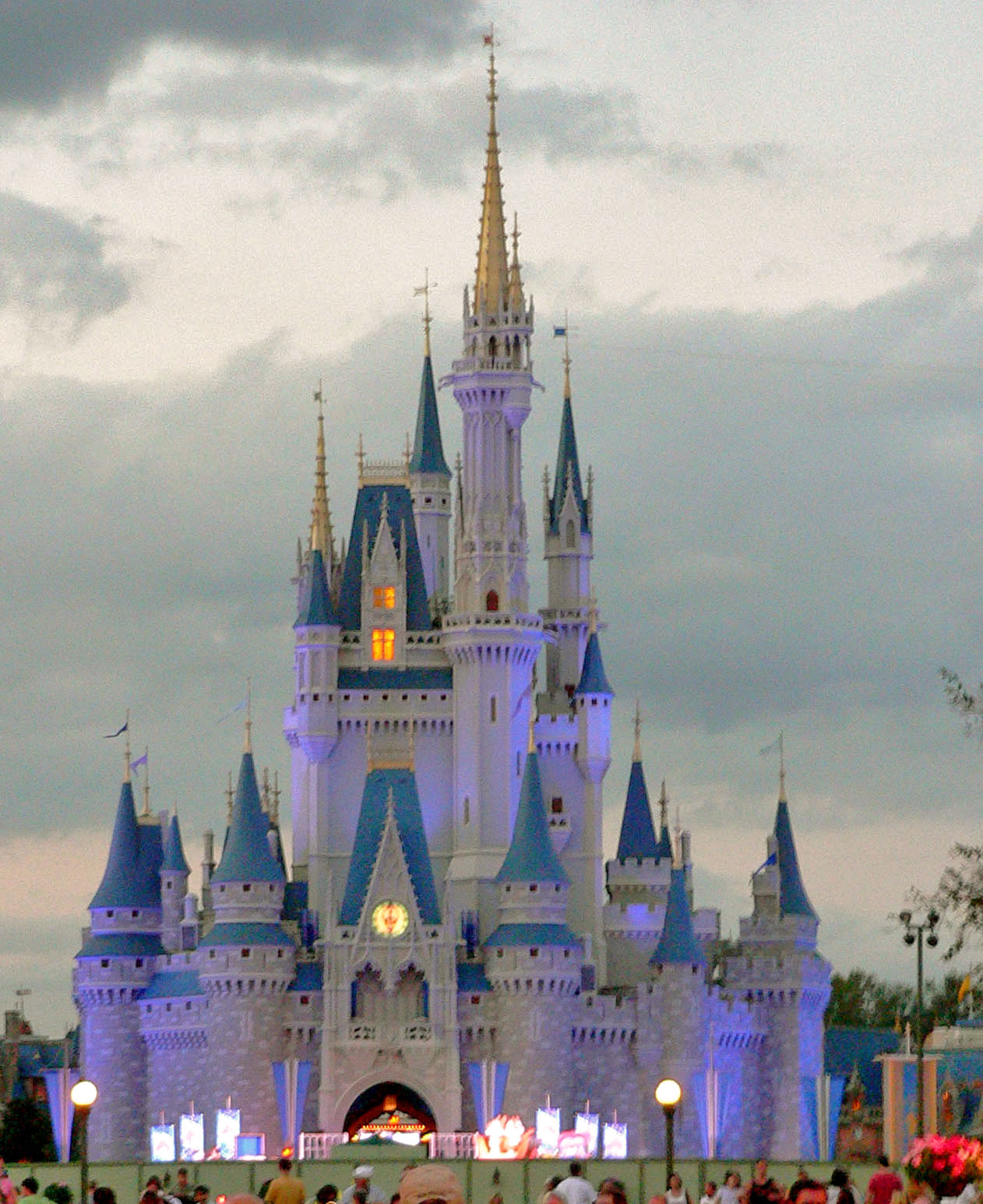
Château de Cendrillon, au centre de Magic Kingdom, point de repère du parc Walt Disney World.

En 1964, Walt Disney Productions commence discrètement à acheter des terrains dans le centre de la Floride, au sud-ouest d'Orlando dans une zone largement rurale de plantations d'oranges pour son mystérieux « Projet Floride. » La société acquiert plus de 11 000 ha (109 km2) de terrain sous le couvert de sociétés écrans, et fait modifier favorablement la législation de l'État afin de s'octroyer un contrôle quasi-gouvernemental sans précédent sur la zone. Le projet sera réellement développé à partir de 1966, avec la fondation du Reed Creek Improvement District. Walt Disney et son frère Roy Oliver annoncent ensuite les plans de ce qui sera appelé plus tard « Walt Disney World Resort ».
Disney World doit comprendre une version plus large, plus élaborée de Disneyland qui sera appelée Magic Kingdom (« royaume enchanté »), il comprend aussi plusieurs parcours de golf et des hôtels. Le cœur de Disney World doit être l'Experimental Prototype City (or Community) of Tomorrow (Epcot), ou Cité prototype expérimentale de demain. EPCOT est conçue comme une ville opérationnelle où les habitants peuvent vivre, travailler et interagir en utilisant des technologies expérimentales ou avancées pendant que des scientifiques développent et testent d'autres nouvelles technologies afin d'améliorer la vie et la santé de l'homme.

#### Mort de Walt Disney

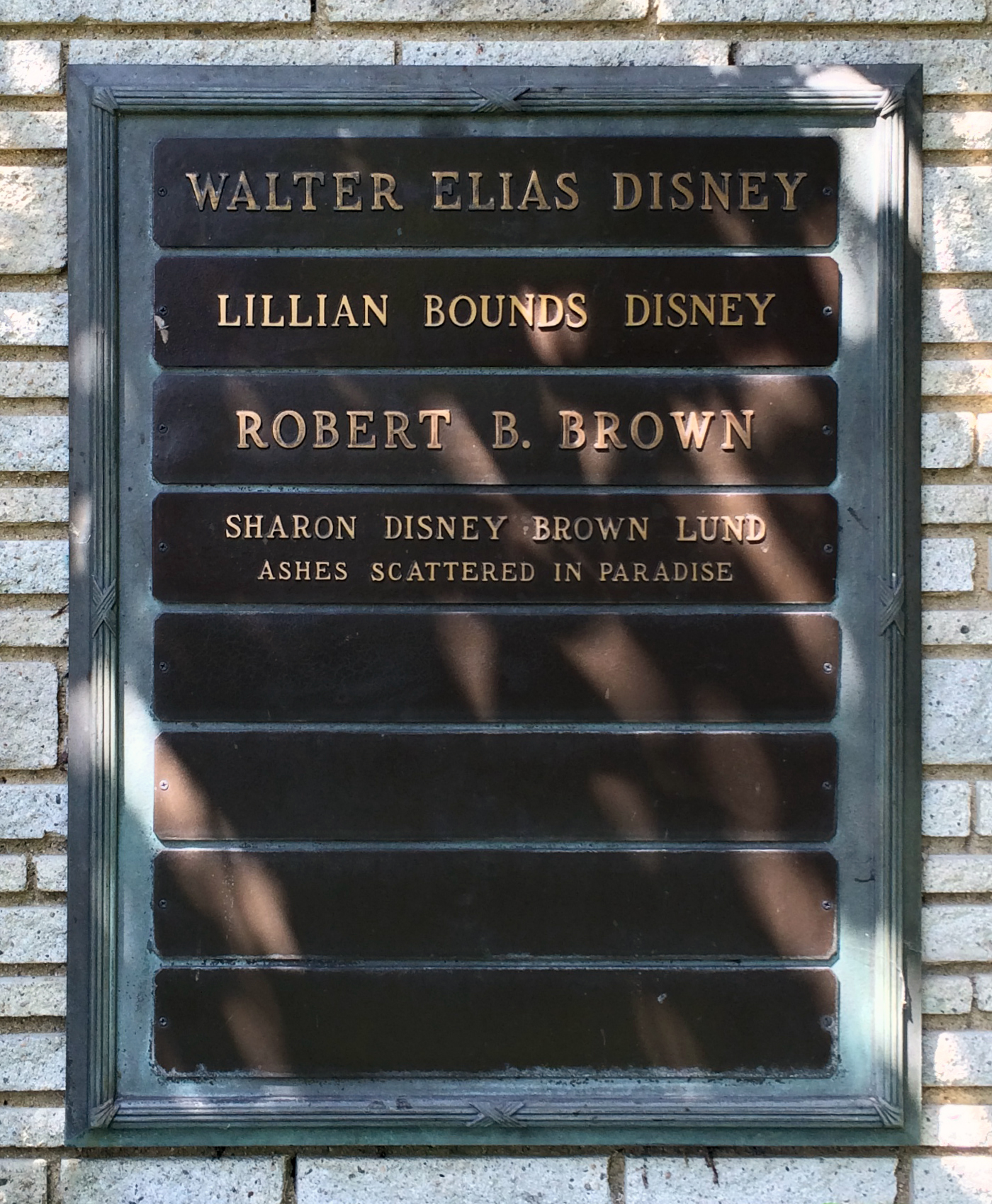
Plaque de la crypte des Disney à Forest Lawn (Glendale) où repose Walt, sa femme, sa fille et son gendre.

En parallèle Walt travaille sur le projet du Disney's Mineral King Ski Resort qu'il révèle à la presse le 19 septembre 1966. L'homme paraît pâle et fébrile lors de ce qui sera sa dernière conférence de presse.
L'investissement personnel de Walt Disney dans Disney World cesse à l'automne suivant quand sa santé se détériore. Une tumeur cancéreuse est diagnostiquée durant l'été dans le poumon gauche de ce grand fumeur qui est suivi à l'hôpital St. Joseph situé juste de l'autre côté de la rue du complexe des studios Disney. Les médecins de l'hôpital St. Joseph déclarent sa mort le 15 décembre 1966 vers 9 h 30, soit deux semaines après avoir célébré son soixante-cinquième anniversaire,. Décédé d'un cancer du poumon, sa crémation a lieu le 16 décembre et ses cendres reposent dans la crypte familiale au cimetière Forest Lawn Memorial Park de Glendale en Californie. L'absence d'une cérémonie funéraire digne d'une telle personnalité et l'inhumation dans la stricte intimité familiale ont fait naître des rumeurs à Hollywood affirmant notamment que le cinéaste aurait été cryogénisé, conformément à ses dernières volontés.
Roy Disney mène à bien le projet Floride, insistant pour que le nom devienne Walt Disney World en l'honneur de son frère. Toutefois, Roy meurt à son tour le 20 décembre 1971, trois mois après l'ouverture du Magic Kingdom.

## L'héritage laissé par Disney

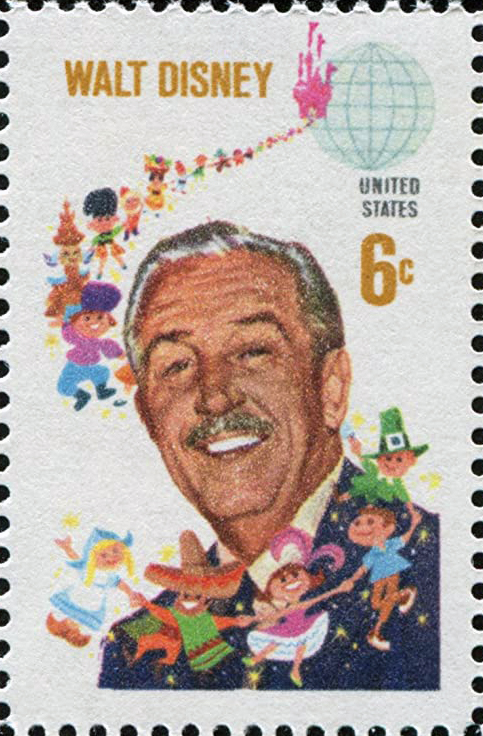
Timbre américain de 1968 à l'effigie de Walt Disney.

Walt Disney a été immortalisé de nombreuses fois par ses émissions télévisées, ses projets, mais aussi par une statue intitulée Partners et exposée dans plusieurs parcs Disney.

### Une marque déposée

Signature de Walt Disney utilisée comme marque déposée.

Le nom Walt Disney est devenu une marque déposée, portant la référence 1141312 auprès de l'United States Patent and Trademark Office (USPTO). Elle est utilisée depuis le 19 janvier 1933, mais n'a été déposée par Walt Disney Productions qu'en 1979 et validée par l'USPTO le 11 novembre 1980. Mais un problème de droit survient le 8 juillet 1981, ce qui oblige Walt Disney Productions à acheter à la société Retlaw Enterprises, détenue par la famille Disney (sa veuve et ses deux filles), les droits sur le nom « Disney » pour 46,2 millions de dollars.
D'après la désignation de la marque déposée auprès d'USPTO, le nom Walt Disney est considéré comme une marque standard de personnage (code 4).
Walt Disney n'a pas réalisé beaucoup de dessins d'animation, pourtant de nombreuses œuvres comportent sa signature. Celle-ci a été confiée à des artistes du studio qui ont ainsi réalisé des cartes, posters et autres objets « dédicacés ». Le premier à être autorisé est Hank Porter, puis plusieurs autres dont Bob Moore.

### L'empire de loisirs et de média Disney
Les studios d'animation et production ainsi que les parcs à thèmes de Walt Disney se sont développés en une société multinationale, multimilliardaire, de télévision, cinéma, destination de vacances et autres médias qui portent son nom. La Walt Disney Company possède aujourd'hui entre autres, quatre complexes de vacances, onze parcs à thèmes, deux parcs aquatiques, trente-deux hôtels, huit studios de cinéma, six labels de disques, onze réseaux de télévision par câble et un réseau de télévision terrestre.

### Les parcs à thèmes
Ce qui était initialement connu comme le Projet Floride est actuellement la plus grande et la plus populaire destination touristique privée de la terre. Depuis la statue Partners au Magic Kingdom jusqu'au Tree of Life d'Animal Kingdom, Walt Disney est toujours à l'honneur et sa vision perpétuée. Sa fascination pour les transports de masse prend vie dans le monorail de Walt Disney World Resort qui fonctionne entre deux parcs à thèmes et quatre hôtels. Son rêve du futur prend lui vie à Epcot dans des attractions et des expositions à la pointe de la technologie.
Quand la seconde phase de Walt Disney World est construite, EPCOT est transformé par les héritiers de Walt Disney en un parc à thèmes, EPCOT Center, qui ouvre en 1982. Le parc Epcot qui existe encore actuellement est essentiellement une foire internationale et seulement une infime partie de la ville fonctionnelle envisagée par Walt. Toutefois, la ville de Celebration construite par la Walt Disney Company et adjacente à Walt Disney World Resort rattrape un peu la vision d'EPCOT.
Disneyland, d'un parc à thème étriqué s'est transformé en un domaine de loisirs avec deux parcs à thèmes, trois hôtels et un large complexe de boutiques. Walt Disney World Resort est une destination favorite pour les vacances pour les touristes du monde, et Tokyo Disneyland est le parc à thème le plus visité au monde (le Tokyo DisneySea du même domaine est le second). Disneyland Paris, en dépit de divers problèmes économiques qui ont émaillé le parc depuis son ouverture, est toujours le lieu le plus visité d'Europe. Il comprend lui aussi un second parc, le parc Walt Disney Studios, inauguré le 16 mars 2002. En septembre 2005, la Walt Disney Company a aussi ouvert le Hong Kong Disneyland Resort en Chine.
Pour les 100 ans de la naissance de Walt Disney, Disney a organisé 100 ans de magie une cérémonie centrée sur les parcs de Floride, mais avec aussi d'autres initiatives des différentes filiales du groupe. Le 5 mai 2005, la Walt Disney Company entame la fête de Retour au pays le plus heureux de la terre devant le château de la Belle au bois dormant de Disneyland, conçu par Walt, célébrant les cinquante ans du plus connu des parcs à thèmes. Les parcs de Walt Disney Parks and Resorts sont renommés de par le monde pour la minutie de leurs détails, l'hygiène et leurs standards, tous définis par Walt Disney pour Disneyland.

### L'animation Disney
Après la mort de Walt, le studio a poursuivi la production de films d'animation, essentiellement des longs métrages. Les courts métrages ont été eux remplacés dans les années 1980 par des séries télévisées. Au milieu des années 1990, les studios se sont associés à Pixar pour produire des longs métrages en animation de synthèse, perpétuant en quelque sorte l'héritage d'innovation de Walt.
Entre 2000 et 2006, une période sombre a obscurci le studio. L'animation traditionnelle à la main, avec laquelle Walt Disney avait construit le succès de sa société, ne devait plus exister aux studios de Walt Disney Feature Animation. À la fin du XXe siècle, après une période de longs métrages animés traditionnels au succès mitigé, les deux studios satellites à Paris et Orlando sont fermés et le principal studio à Burbank est converti en un studio d'animation de synthèse. En 2004, la Walt Disney Company annonce la production de son dernier film long métrage en animation traditionnelle : La ferme se rebelle. Les studios DisneyToon en Australie continuent toutefois de produire des films à petit budget en animation traditionnelle, principalement les suites des succès passés, avant de fermer à la fin de l'année 2006.
À la suite du rachat de Pixar par Disney, John Lasseter, promu directeur de l'animation, a décidé de renouer avec l'animation traditionnelle et annonce la sortie pour 2010 de La Princesse et la Grenouille.

### CalArts
Walt Disney accorde un temps substantiel dans ses dernières années à fonder le California Institute of the Arts (CalArts), qui est fondé en 1961 grâce à la fusion du Los Angeles Conservatory of Music et du Chouinard Art Institute, qui avait contribué à former les équipes d'animation durant les années 1930. Quand Walt meurt, CalArts hérite d'un quart de ses biens, ce qui constitue une manne substantielle qui est affectée à la construction de nouveaux bâtiments sur son campus. Walt lègue par ailleurs 38 acres (154 000 m2) du ranch de Golden Oak à Valencia pour que l'école puisse y être construite. CalArts déménage au campus de Valencia en 1971.
Lillian Disney, veuve de Walt, consacre une grande partie de son temps à suivre CalArts et organiser des centaines d'événements de récoltes de fonds pour l'université par respect des dernières volontés de son mari. Elle s'investit également dans le Walt Disney Symphony Hall de Los Angeles). Après la mort de Lillian à la fin de l'année 1997, l'héritage de cette tradition perdure avec sa fille Diane et son mari Ron. CalArts est aujourd'hui l'une des plus grandes universités indépendantes en Californie, principalement grâce aux contributions des Disney.

## Filmographie
Walt Disney est à l'affiche de nombreuses productions principalement des animations de ses propres studios comme producteur essentiellement, mais aussi en tant qu'acteur, réalisateur ou scénariste.
Principaux films cités :
- 1923 à 1927 : Alice Comedies (série)
- 1927 : Oswald le lapin chanceux (Oswald the Lucky Rabbit) (série)
- 1928 : Steamboat Willie (court métrage)
- 1929 : Silly Symphonies (série)
- 1937 : Blanche-Neige et les Sept Nains (Snow White and the Seven Dwarfs)
- 1940 : Pinocchio
- 1940 : Fantasia
- 1941 : Le Dragon récalcitrant (The Reluctant Dragon)
- 1941 : Dumbo
- 1942 : Saludos Amigos
- 1942 : Bambi
- 1943 : Victoire dans les airs (Victory Through Air Power)
- 1943 : Der Fuehrer's Face
- 1944 : Les Trois Caballeros (The Three Caballeros)
- 1946 : Mélodie du Sud (Song of the South)
- 1946 : La Boîte à musique (Make Mine Music)
- 1948 : Danny, le petit mouton noir (So Dear To My Heart)
- 1949 : Le Crapaud et le Maître d'école (The Adventures of Ichabod and Mr. Toad)
- 1950 : Cendrillon (Cinderella)
- 1950 : L'Île au trésor (Treasure Island)
- 1951 : Alice au Pays des Merveilles (Alice in Wonderland)
- 1953 : Peter Pan
- 1954 : Vingt Mille Lieues sous les mers (20 000 Leagues Under the Sea)
- 1955 : La Belle et le Clochard (Lady and the Tramp)
- 1959 : La Belle au bois dormant (Sleeping Beauty)
- 1961 : Les 101 Dalmatiens (One Hundred and One Dalmatians)
- 1963 : Merlin l'Enchanteur (The Sword in the Stone)
- 1964 : Mary Poppins (Mary Poppins)
- 1967 : Le Livre de la jungle (The Jungle Book)
- 1999 : Citizen Welles joué par Roger Allam
- 2013 : Dans l'ombre de Mary joué par Tom Hanks
- 2015 : Walt avant Mickey (Walt Before Mickey) joué par Thomas Ian Nicholas

Pour les productions après la mort de Walt Disney, voir Walt Disney Pictures.

## Distinctions

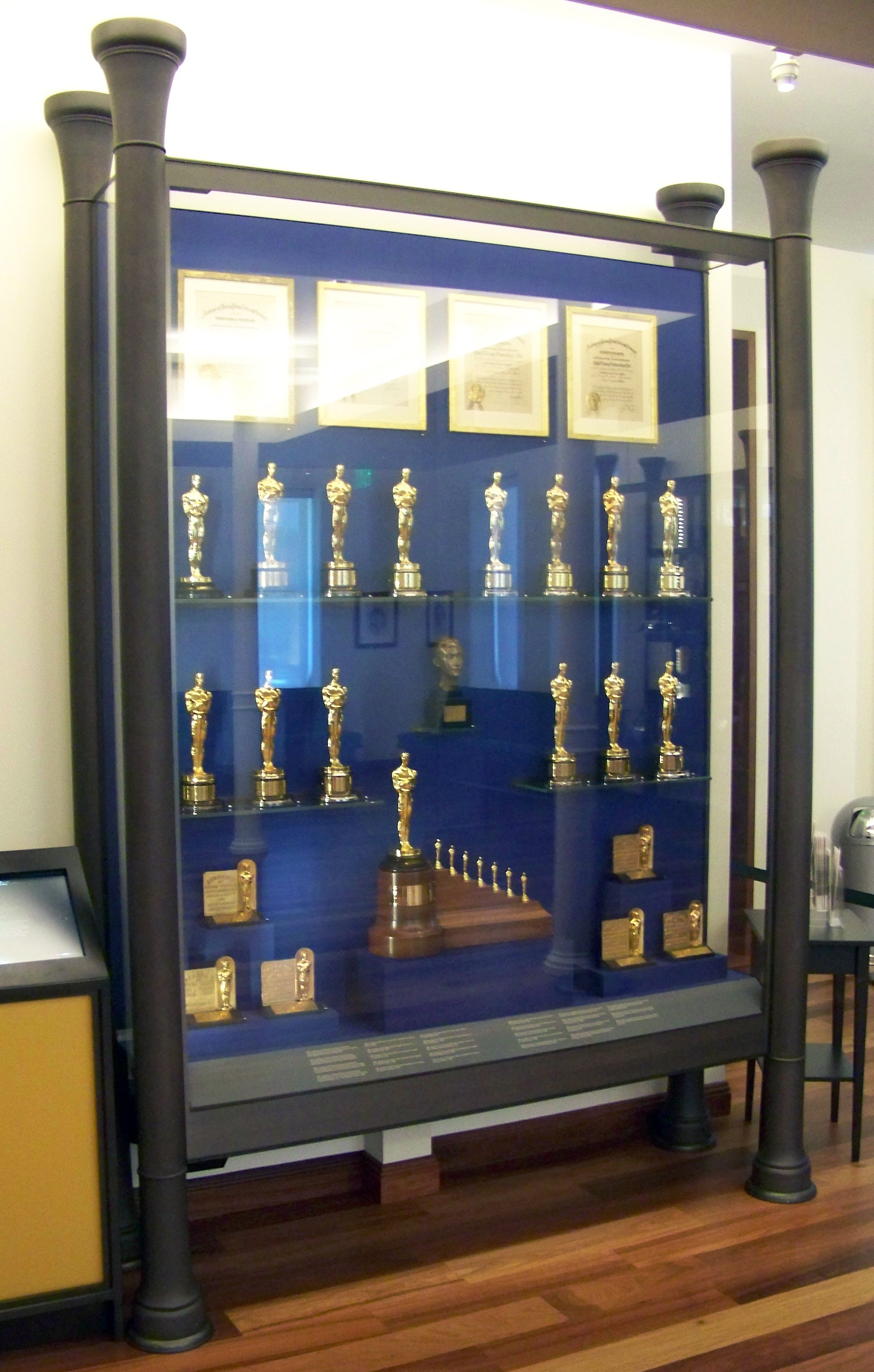
Vitrine d'une partie des distinctions de Walt Disney exposée au Walt Disney Family Museum à San Francisco.

### Oscars
Walt Disney détient le record des récompenses aux Oscars du cinéma avec 22 dans des catégories en compétition et 4 en l'honneur de ses contributions :
- 1932 :
  - Oscar du meilleur court métrage d'animation pour Des arbres et des fleurs.
  - Oscar d'honneur pour la création de Mickey Mouse.
- 1934 : Oscar du meilleur court-métrage d'animation pour Les Trois petits cochons.
- 1935 : Oscar du meilleur court-métrage d'animation pour Le Lièvre et la Tortue.
- 1936 : Oscar du meilleur court-métrage d'animation pour Trois Petits Orphelins.
- 1937 : Oscar du meilleur court-métrage d'animation pour Cousin de campagne.
- 1938 :
  - Oscar du meilleur court-métrage d'animation pour Le Vieux Moulin.
  - Oscar d'honneur pour Blanche-Neige et les Sept Nains (1937), formé de 8 statuettes, une grande et 7 petites, en hommage au film.
- 1939 : Oscar du meilleur court-métrage d'animation pour Ferdinand le taureau.
- 1940 : 
  - Oscar du meilleur court-métrage d'animation pour Le Vilain Petit Canard.
  - Oscar d'honneur pour : Fantasia.
- 1942 : Oscar du meilleur court-métrage d'animation pour Tends la patte.
- 1943 : Oscar du meilleur court-métrage d'animation pour Der Fuehrer's Face.
- 1949 : 
  - Oscar du meilleur court métrage d'action sur deux bobines pour L'Île aux phoques.
  - Prix en mémoire d'Irving G. Thalberg.
- 1951 : Oscar du meilleur court-métrage d'action sur deux bobines pour La Vallée des castors (Beaver Valley).
- 1952 : Oscar du meilleur court-métrage d'action sur deux bobines pour La Terre, cette inconnue (Nature's Half Acre).
- 1953 : Oscar du meilleur court-métrage d'action sur deux bobines pour Les Oiseaux aquatiques (Water Birds).
- 1954 : 
  - Oscar du meilleur film documentaire pour Le Désert vivant.
  - Oscar du meilleur court métrage documentaire pour The Alaskan Eskimo.
  - Oscar du meilleur court-métrage d'animation pour Les Instruments de musique.
  - Oscar du meilleur court-métrage d'action sur deux bobines pour Au pays des ours (Bear Country).
- 1955 : Oscar du meilleur film documentaire pour La Grande Prairie (1954).
- 1956 : Oscar du meilleur court-métrage documentaire pour Men Against the Arctic.
- 1959 : Oscar du meilleur court métrage en prises de vues réelles pour : Grand Canyon.
- 1969 : Oscar du meilleur court-métrage d'animation à titre posthume pour Winnie l'ourson dans le vent.

### Récompenses honorifiques

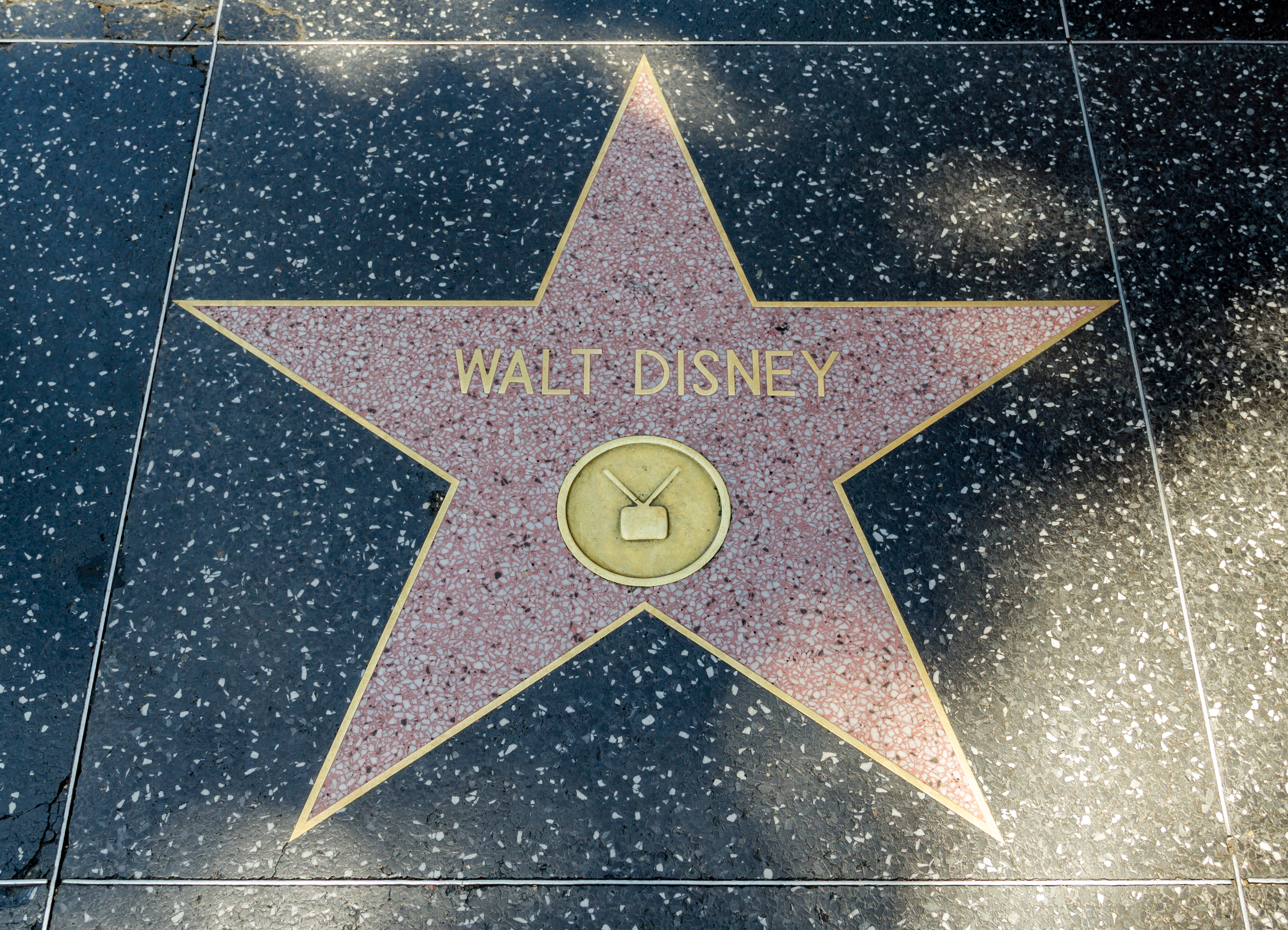
Étoile de Walt Disney sur le Hollywood Walk of Fame.

- Médaille spéciale de la Société des Nations pour la création de Mickey Mouse en 1935[137].
- Officier de la Légion d'honneur (1953), remise par Émile Hugues lors du festival de Cannes[138]. 
  -  Chevalier de la Légion d'honneur (8 juin 1936), remise par le consul français de Los Angeles à l'Hyperion Studio[139]
- Étoile sur le Hollywood Walk of Fame le 8 février 1960[140].
- Étoile sur l'Anaheim Walk of Stars (en)
- Toponyme avec la Disney Mountain de Tahoe City[141]
- Médaille présidentielle de la Liberté (Presidential Medal of Freedom) le 14 septembre 1964, décernée par le président Lyndon Johnson[142],[143].
- Médaille d'or du Congrès le 24 mai 1968 à titre posthume (P.L. 90-316, 82 Stat. 130-131)[144].
- Intronisé le 6 décembre 2006 au California Hall of Fame[145].

## Divers
L'œuvre de Walt Disney est perçue de différentes manières, qui vont du « génie du divertissement » selon Judith Pinkerton Josephson à l'artiste de « mauvais goût » comme l'écrivent Georges Sadoul et Émile Breton dans leur Dictionnaire des cinéastes : « Après l'échec artistique du très ambitieux Fantasia, le créateur [Walt Disney] déclina, le brio technique ne compensa plus le foisonnement du mauvais goût (déjà latent dans les Silly Symphonies) » en passant par l'« ami de la famille » pour Leonard Maltin.
Selon Joe Flower, Walt Disney a été toute sa vie un grand enthousiaste plongeant de projet en projet, obsédé par les nouvelles technologies et les nouvelles possibilités. Fowler ajoute une autre obsession, la création, celle de monde magique, que ce soit en peinture, en texte, en film, comme de nombreux artistes mais aussi au travers matériaux concrets usant du bois, du béton, de fils, de fumée, d'électricité, et même des "employés programmés". Malgré la résistance de son frère Roy ayant à la charge la responsabilité économique, Walt cherche les innovations dans le domaine du son, de l'image, de la couleur, la profondeur de champs ou de la lumière et une fois ces domaines cinématographiques conquis il s'est tourné vers les parcs à thèmes. Un exemple donné par Fowler est la décision d'ajouter le décor du film Vingt Mille Lieues sous les mers (1954) à la zone Tomorrowland, deux semaines avant l'ouverture du parc en 1955.

### Impact sociologique
Pour Dave Smith, fondateur et responsable des Walt Disney Archives, Walt était « un génie qui savait ce que voulait le public en matière de divertissement familial », un « innovateur (mais) pas un suiveur », il « embrassait totalement les nouveaux concepts ou procédés qui l'intéressaient et leur donnait une chance souvent à la défaveur de ses conseillers financiers, mais le temps prouvait qu'il avait raison ». La liste des innovations est longue : premier court métrage d'animation avec son synchronisé, le storyboard, le système Fantasound (salle de cinéma stéréophonique), le CinemaScope, le Circle-Vision 360 °, le procédé Xerox, les séries de documentaires animaliers, les parcs à thèmes, la première émission télévisée en stéréo…
L'univers créé par Walt Disney est connu comme un vecteur de la culture américaine et de nombreux stéréotypes. D'après une étude d'Elena Gianini Belotti, Du côté des petites filles, « les contes originaux desquels sont tirés la plupart des productions Disney mettent en scène des personnages féminins inaptes à quoi que ce soit. Les fées et magiciennes, pour celles qui ne sont pas maléfiques, ne tiennent leur pouvoir que de puissances supérieures et donc extérieures à elles. Cet univers magique constitue donc un support de transmission aux enfants des règles qui cloisonneront plus tard une vision différenciée des sexes, de leurs capacités et de leurs rôles… »
Jan Švankmajer, le réalisateur surréaliste tchèque connu notamment pour ses films d'animation, dit à son sujet lors d'une interview à Positif en 1995 : « Walt Disney est un des liquidateurs les plus importants de la culture européenne ; le plus important peut-être, car il l'a détruite dans l'œuf, c'est-à-dire dans l'âme des enfants. Walt Disney appartient à la pop'culture décadente qui embrasse tout, et qui, ayant remporté la « Troisième Guerre mondiale », inonde le monde vaincu. »
Un musée, le Walt Disney Family Museum a été ouvert le 1er octobre 2009 dans le quartier Presidio à San Francisco.

### L'argent de Walt Disney
Richard Schickel liste quelques chiffres sur la fortune de Walt Disney. En 1961, Walt Disney se verse un salaire de 182 000 USD plus une rente hebdomadaire de 2 500 USD pour payer sa maison,. Joe Fowler précise que selon le magazine Fortune c'est l'un des meilleurs salaires de directeurs américains. Depuis 1953, il a fait valider une option d'achat jusqu'à 25 % des intérêts de n'importe quel long métrage produit par le studio à condition de le faire au début de la production au travers de Retlaw Enterprises. Walt Disney a exercé cette option sur la quasi-totalité des films, mais avec un taux de 10 %, ce qui lui permit de récolter un million de dollars en 1965 pour Mary Poppins. Le succès du film Mary Poppins a permis à Walt Disney de gagner un million de dollars en 1965. Une option similaire avec un taux de 1 % a été accordée à quelques directeurs. La société Walt Disney Productions lui a aussi environ 650 000 USD en compensation différée (en).
En 1966 à la mort de Walt Disney, Walt détenait 262 941 actions de Walt Disney Productions soit 13,4 %, cotées à 69 USD,. Fowler estime sa fortune à 18 millions d'USD. Sa femme détenait 26 444 actions supplémentaires, sa fille Diane et son gendre Ron Miller 43 977 actions, tandis que Roy Disney détenait 99 881 actions directement et 50 573 au travers de ce qui deviendra Shamrock Holdings. Une société commune à Walt et Roy nommée Disney Foundation détenait en plus 52 964 actions tandis que Sharon la seconde fille de Walt et des arrières enfants détenaient des sommes non déterminées, mais inférieures totalisant pour l'ensemble des Disney près de 34 % de la société.
La majorité des sommes récoltées par Walt Disney étaient investies dans son fonds d'investissements personnels Retlaw Enterprises. L'autre fonction de cette société était de récupérer une redevance sur l'usage du nom « Walt Disney » soit 292 349 USD payés par Walt Disney Productions en 1965. Le contrat était que si le studio utilisait le nom Walt Disney, une redevance de 5 % était due sur les bénéfices de produits dérivés, pouvant aller jusqu'à 15 % en cas de participation de Retlaw et 10 % dans les autres cas. Retlaw permet d'ajouter deux millions de dollars de salaire pour l'année 1965, selon Fortune. En 1966, la famille Disney, parents, enfants et petits-enfants, détient 34 % des actions de Walt Disney Productions.

### Anecdotes
- Au collège en quatrième (1915), Walt mémorise le discours de Gettysburg (par jeu) et surprend tout le monde en arrivant à l'école déguisé en Abraham Lincoln, le 16e président des États-Unis dont on fêtait l'anniversaire. Son costume consiste en une vieille veste de son père et une barbe faite main. Il colle même une verrue en mastic à sa joue. Son professeur est enchanté[156]. Ce n'est donc pas une surprise que des années plus tard, quand son studio crée le premier personnage humain totalement fonctionnel d'audio-animatronic pour la foire internationale de New York 1964-1965, il décide de lui donner les traits d'Abraham Lincoln !
- Disney avait des goûts simples pour la nourriture. D'après sa fille Diane, « Il aimait les frites, les hamburgers, les omelettes westerns, les hotcakes, les pois en conserve, les hachis, ragoûts et sandwichs de rosbif. Il n'aimait pas vraiment les légumes, mais aimait les foies de volaille, les macaronis et le fromage ». Lillian Disney se plaignait souvent, « Pourquoi préparerais-je un repas quand tous les Disney veulent seulement une boîte de chili ou de spaghetti[157] ? »
- Bien qu'il fût baptisé chrétien, Walt Disney ne fut pas un fréquent visiteur des églises. Des personnes pieuses lui demandèrent occasionnellement de réaliser des films sur la religion, mais Walt déclina. Malgré cela, un certain nombre des Silly Symphonies contiennent des personnages de la Bible, dont :
  - Les Cloches de l'Enfer (11 novembre 1929), comprenant Satan.
  - L'Arche de Noé (8 avril 1933), comprenant Noé, Cham, Japheth, Shem et leurs épouses respectives.
  - The Goddess of Spring (3 novembre 1934), comprenant Perséphone et une version de son oncle/époux Hadès/Pluton, identifié ici à Satan.
  - L'Arche de Noé (10 novembre 1959), comprenant Noé, Ham, Japheth, Shem et leurs épouses respectives. Fait partie des Silly Symphonies non officielles.
- « Oncle Walt » peut être vu dans les années 1950 à Disneyland faisant de menus travaux de ménage, comme l'offre de poussettes aux visiteurs, klaxonnant sous le toit d'une voiture dans Main Street USA, pêchant aux Rivers of America, ou pilotant le Mark Twain.
- À l'automne 1963, pendant la recherche du site pour le « Projet Floride », Walt et Roy Disney volèrent d'abord au-dessus des zones côtières de Floride, et ensuite au-dessus des forêts et marécages proches d'Orlando qu'il avait choisis comme site pour devenir Walt Disney World Resort[158]. Peu après, leur avion atterrit à La Nouvelle-Orléans sur le chemin du retour en Californie. Là, les frères Disney apprirent l'assassinat de John Fitzgerald Kennedy, 35e président des États-Unis[158]. Ce dernier avait été assassiné le même après-midi à Dallas au Texas le 22 novembre 1963[158]. Le lendemain matin le parc Disneyland ouvrait normalement, ce qui fut reproché à Walt Disney, les drapeaux américains devant être mis en berne[158].
- Un des audio-animatronic de pirates dans l'attraction Pirates of the Caribbean (ouverte en 1967) possède le visage de Walt Disney[159]. Il a été pris du même moule qui a été utilisé pour faire la statue de Disney qui orne la place centrale[159].

### Rumeurs et légendes urbaines
Plusieurs légendes ou rumeurs existent sur Walt Disney. La plupart ont été regroupées par Marc Eliot dans son livre Hollywood's Dark Prince. En voici quelques-unes :
- Walt Disney est le fils illégitime hors mariage d'une femme née dans une ville près d'Almería, en Andalousie, province d'Espagne et adopté par Flora et Elias Disney[160].

Rien n'indique un quelconque élément de vérité ; toutefois le journal The Guardian se fait l'écho de cette histoire en 2001.
- Walt Disney aurait reçu des tirs de fusil durant la Première Guerre mondiale.

Disney ayant servi comme ambulancier dans la Croix-Rouge de 1917 à 1919, rien ne fait état d'une blessure qu'il aurait reçue, mais la nature de son engagement a pu donner prise à cette rumeur.
- Walt Disney aurait empêché le drapeau des États-Unis d'être mis en berne à Disneyland après l'assassinat du président Kennedy en 1963.

À cette époque, Disney était très occupé à chercher le site du futur Walt Disney World Resort et les décisions mineures ou de détail prises à Disneyland ne dépendaient pas de lui ; de plus, il revenait de Floride à bord d'un avion.
- Quand Walt Disney reçut la médaille présidentielle de la Paix par le président Lyndon Johnson durant une cérémonie en 1964 à la Maison-Blanche, il aurait porté un insigne « Goldwater », le candidat opposé à Johnson, sur son revers de veste[163].
- Disney aurait fait congeler et cryogéniser son corps, lequel serait conservé sous l'attraction Pirates of the Caribbean à Disneyland.

Cette thèse, défendue par Leonard Mosley (en) est impossible, Disney ayant été incinéré et son urne déposée dans la crypte familiale au Forest Lawn Memorial Park à Glendale en Californie.
- Le visage de Walt Disney apparaîtrait sur un buste dans Haunted Mansion.

Le buste de l'« Oncle Théodore » est celui de l'acteur vocal Thurl Ravenscroft. Il semble qu'il soit en place depuis l'ouverture de l'attraction le 9 août 1969. Mais à l'inverse l'un des pirates de Pirates of the Caribbean présente lui réellement le visage de Walt moulé par Blaine Gibson et depuis utilisé pour la statue Partners.
- On prétend que le fantôme de Disney peut être vu dans plusieurs bâtiments de Disneyland tels que la Disney Gallery de New Orleans Square à Disneyland ou l'ancien Sunkist bar[160].

Rien ne prouvant l'existence des fantômes…[Quoi ?]
- Disney serait le descendant de l'un des sorciers de Salem, sa mère étant une descendante du révérend George Burroughs[160].

Flora Call aurait bien un de ses aïeuls qui a habité dans la région de Salem à l'époque, mais le lien n'est pas clairement établi et des erreurs de généalogie sont possibles. Le nom Call était courant à l'époque, de plus le révérend était un symbole de force de caractère, car il a refusé jusqu'à son supplice par écrasement sous des rochers d'admettre une quelconque adhésion à la sorcellerie.
- Disney serait un franc-maçon, la preuve venant principalement de la tenue de Mickey, inspirée des tabliers de la confrérie[160].

Rien ne le prouve et la tenue de Mickey Mouse a été conçue dans un souci de simplicité.
- Disney était un juif et un anti-communiste.

A priori il a été baptisé protestant (d'origine irlandaise) et ne s'est jamais converti. Rien n'indique pour lui une quelconque adhésion à la religion juive à la différence de son neveu Roy Edward Disney dont la société Shamrock Holdings affiche avoir des capitaux privés en Israël. Pour l'anti-communisme, deux choses s'opposent : la vision d'Epcot mêlant communisme, socialisme et libéralisme (ou celle de studios de Burbank) et la Commission des activités anti-américaines en 1947 où il a été témoigné, de sa propre initiative, pour dénoncer comme communistes des animateurs syndicalistes qui avaient travaillé avec lui en 1941 et qui avaient déclenché une grève dans les studios Disney. Il semble plutôt être indépendant des extrêmes politiques, mais avec un idéal de monde meilleur. Douglas Brode écrit que Walt détestait les capitalistes – d'où le personnage caricatural de Cruella d'Enfer dans Les 101 Dalmatiens (1961).
- Disney était un raciste, antisémite notoire ou un sympathisant nazi.

D'après Robin Allan, une accusation d'antisémitisme a été portée par Richard Schickel dans une critique du personnage de Stromboli dans Pinocchio (1940) et dans un souci d'équité, non pas sur l'animateur responsable du personnage, mais sur Disney. D'après Katherine et Richard Greene cette idée daterait de la grève des studios Disney en 1941 lorsque certains dirigeants syndicalistes arguaient que Walt ne pouvait supporter Herbert K. Sorrell, un animateur qui était de confession juive. De nombreux employés juifs infirmèrent ce fait et Joe Grant indique « qu'il n'y a aucune preuve dans ce sens ». Toutefois Leonard Mosley rapporte des propos assez diffamatoires. Art Babbitt affirme avoir vu Walt et l'avocat de sa compagnie Gunther Lessing assister dans les années 1930 à des meetings du Bund germano-américain, organisation pro-nazie. En 1938, quelques jours après le pogrom de la nuit de Cristal, la réalisatrice Leni Riefenstahl associée aux menées et à la propagande du nazisme, est en visite aux États-Unis : la plupart des sympathisants pro-nazis la fuient mais Walt Disney lui fait visiter ses studios. Marc Eliot, dans sa biographie Walt Disney: Hollywood's Dark Prince, associe les films Mélodie du Sud et Le Livre de la jungle pour dénoncer « les notions de genre, race et classe propagées au-delà des stéréotypes » par Walt Disney. Meryl Streep déclare en 2014 que Walt Disney était raciste, antisémite et misogyne, propos que confirme la petite-nièce du réalisateur, Abigail Disney,.

En revanche, plusieurs de ces accusations ont été démenties :
- Concernant son racisme, il avait fait campagne pour que la star du film Mélodie du Sud, James Baskett, puisse recevoir un Oscar honoraire pour sa carrière, ce qui fit de lui le premier acteur de couleur à en recevoir un. Aussi, Floyd Norman, le premier animateur noir à avoir travaillé de près avec Disney durant les années 1950 et 1960, dit : « Pas une seule fois je n'ai vu un indice du comportement raciste dont Walt Disney fut souvent accusé après sa mort. Son traitement avec le monde (et par cela, je veux dire tout le monde) peut être considéré comme exemplaire. »
- Pour son anti-sémitisme, bien qu'il fût lié à Leni Riefenstahl, il donna à des organisations de charité juives, fut nommé « Homme de l'année 1955 » par l'organisation juive B'nai B'rith, et son studio employait beaucoup de personnes juives. Neal Gabler, le premier écrivain à avoir eu un accès sans restrictions aux archives Disney, conclut que les preuves disponibles ne supportent pas les accusations d'antisémitisme et que Disney n'était « pas [antisémitique] dans le sens conventionnel où l'on pense que quelqu'un est anti-sémite ». Gaber conclut que « bien que Walt lui-même, dans mon estimation, ne fût pas anti-sémite, néanmoins, il s'est lui-même allié avec des gens qui étaient anti-sémite [faisant allusion à certains membres de la MPAPAI], et cette réputation colla à lui. Il ne fut jamais vraiment capable de l'effacer durant sa vie » Disney se distança lui-même de la Motion Picture Alliance dans les années 1950. Selon la fille de Disney, Diane Disney Miller, sa sœur Sharon eut une liaison avec un petit ami juif pour une période de temps. Walt n'eut pas d'objections à cette liaison et aurait même dit : « Sharon, je pense que c'est merveilleux comment ces familles juives t'ont acceptée ».
- Bien que Walt eût affirmé en 1938 que « les femmes ne font pas le travail créatif lié à la préparation des dessins animés pour l'écran, étant donné que cette tâche est faite uniquement par des jeunes hommes » et que « le seul travail ouvert aux femmes consiste à tracer les personnages sur des feuilles de celluloïd avec de l'encre indienne, et puis, remplir le tracé sur le côté inverse avec de la peinture selon les directives », ce genre de répartition des tâches était courant dans les studios d'animation dans les années 1930. De plus, Disney avait dit en 1941 aux animateurs de Dumbo que « si une femme peut faire elle-aussi le travail, elle vaut autant qu'un homme. Les filles artistes ont le droit de s'attendre aux mêmes chances d'obtenir une promotion que les hommes, et je pense honnêtement qu'elles pourraient éventuellement contribuer à quelque chose dans ce domaine que les hommes n'auraient jamais pu ou voulu faire ». Il écrivit également en 1959 que « les femmes sont les meilleures juges sur tout ce que nous produisons. Leur goût est important. Elles sont les spectatrices, elles sont celles qui ramènent les hommes à l'intérieur. Si les femmes aiment ça, au diable les hommes ». Retta Scott devint la première animatrice de Disney pour Bambi en 1942, et Mary Blair fut, dans les années 1940 et 1950, superviseure artistique et styliste de couleur pour des films tels que Saludos Amigos, Les Trois Caballeros, Cendrillon, Alice au pays des Merveilles et Peter Pan,.

- Francis Marmande explique, dans un article citant Jean-Louis Ezine, que la plupart des problèmes de tyrannie de Walt Disney seraient liés à sa moustache qu'il voulait incomparable au sein de sa société[181].

Un code vestimentaire était surtout appliqué au parc Disneyland ouvert en 1955. Un code plus succinct existait au sein des studios, mais de nombreuses exceptions existent. Ainsi Thurl Ravenscroft portait la moustache. Walt Disney appréciait et travailla avec Dalì, entre autres sur Destino dans les années 1940. La « tyrannie » de Disney, souvent associée à la grève des studios et à la commission sur les activités anti-américaines, daterait plutôt des années 1940.